# Saint-Cirq-Lapopie
Pour les articles homonymes, voir Saint-Cirq.
Saint-Cirq-Lapopie (en occitan Sent Circ de la Pòpia) est une commune française, située dans le sud du département du Lot dans la région Occitanie, en Quercy.
Elle est également dans le causse de Gramat, le plus vaste et le plus sauvage des quatre causses du Quercy.
Exposée à un climat océanique altéré, elle est drainée par le Célé, le Lot et par divers autres petits cours d'eau. Incluse dans le parc naturel régional des Causses du Quercy, qui a depuis 2017 le label de géoparc mondial Unesco, la commune possède un patrimoine naturel remarquable : un site Natura 2000 (la « moyenne vallée du Lot inférieure »), un espace protégé (la réserve naturelle nationale d'intérêt géologique du département du Lot) et cinq zones naturelles d'intérêt écologique, faunistique et floristique.
Saint-Cirq-Lapopie est une commune rurale qui compte 204 habitants en 2022, après avoir connu un pic de population de 1 461 habitants en 1861. Elle fait partie de l'aire d'attraction de Cahors. Ses habitants sont appelés les Saint-Cirquois ou Saint-Cirquoises.

## Géographie
La commune est située à 30 km à l'est de Cahors au cœur du parc naturel régional des Causses du Quercy. Ce village médiéval surplombant le Lot a été classé partiellement au titre des sites dès 1940.

### Communes limitrophes
Les communes limitrophes sont Bouziès, Tour-de-Faure, Crégols, Concots, Berganty, Esclauzels, Escamps et Saint Géry-Vers.
| Saint Géry-Vers | Bouziès            | Tour-de-Faure |
| Esclauzels      | Saint-Cirq-Lapopie |               |
| Berganty        | Concots            | Crégols       |

### Climat
Pour des articles plus généraux, voir Climat de l'Occitanie et Climat du Lot.
En 2010, le climat de la commune est de type climat océanique altéré, selon une étude s'appuyant sur une série de données couvrant la période 1971-2000. En 2020, Météo-France publie une typologie des climats de la France métropolitaine dans laquelle la commune est toujours exposée à un climat océanique altéré et est dans une zone de transition entre les régions climatiques « Aquitaine, Gascogne » et « Ouest et nord-ouest du Massif Central ». La première est caractérisée par une pluviométrie abondante au printemps, modérée en automne, un faible ensoleillement au printemps, un été chaud (19,5 °C), des vents faibles, des brouillards fréquents en automne et en hiver et des orages fréquents en été (15 à 20 jours). La seconde présente une pluviométrie annuelle de 900 à 1 500 mm, maximale en automne et en hiver.
Pour la période 1971-2000, la température annuelle moyenne est de 12,5 °C, avec une amplitude thermique annuelle de 15,8 °C. Le cumul annuel moyen de précipitations est de 891 mm, avec 9,5 jours de précipitations en janvier et 6,2 jours en juillet. Pour la période 1991-2020, la température moyenne annuelle observée sur la station météorologique la plus proche, située sur la commune du Montat à 20 km à vol d'oiseau, est de 13,3 °C et le cumul annuel moyen de précipitations est de 824,6 mm,. Pour l'avenir, les paramètres climatiques de la commune estimés pour 2050 selon différents scénarios d’émission de gaz à effet de serre sont consultables sur un site dédié publié par Météo-France en novembre 2022.

### Milieux naturels et biodiversité

#### Espaces protégés
La protection réglementaire est le mode d’intervention le plus fort pour préserver des espaces naturels remarquables et leur biodiversité associée,.
La commune fait partie du parc naturel régional des Causses du Quercy, un espace protégé créé en 1999 et d'une superficie de 183 039 ha, qui s'étend sur 102 communes du département du Lot. La cohérence du territoire du Parc s’est fondée sur l’unité géologique d’un même socle de massif karstique, entaillé de profondes vallées. Le périmètre repose sur une unité de paysages autour de la pierre et du bâti (souvent en pierre sèche), de l’empreinte des pelouses sèches et du pastoralisme et de l’omniprésence des patrimoines naturels et culturels,. Ce parc a été classé Géoparc en mai 2017 sous la dénomination « géoparc des causses du Quercy », faisant dès lors partie du réseau mondial des Géoparcs, soutenu par l’UNESCO,.
Un autre espace protégé est présent sur la commune :
la réserve naturelle nationale d'intérêt géologique du département du Lot, classée en 2015 et d'une superficie de 800 ha, composée de 59 sites d'intérêts géomorphologique, minéralogique, tectonique et paléontologique remarquables,.

#### Réseau Natura 2000

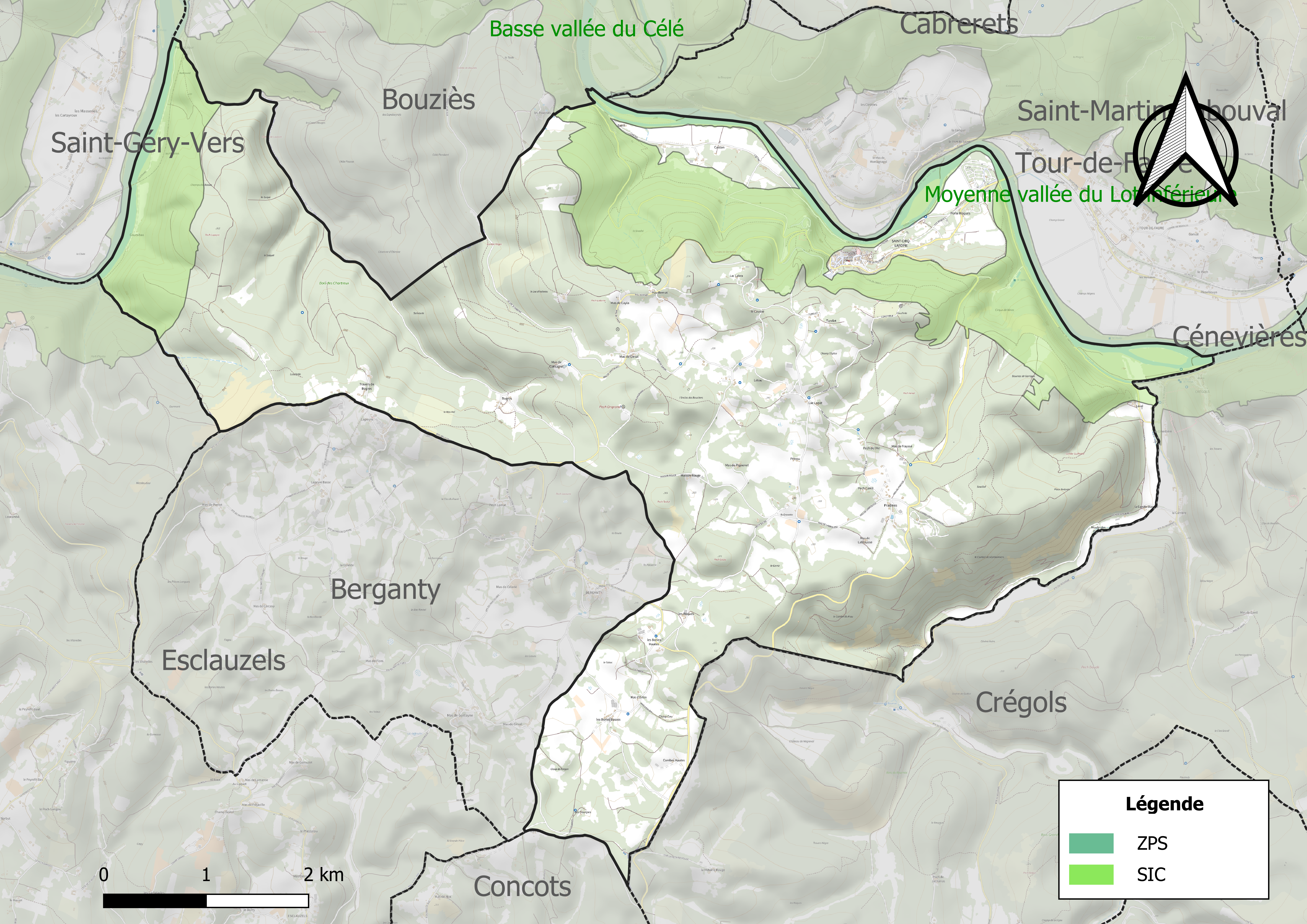
Site Natura 2000 sur le territoire communal.

Le réseau Natura 2000 est un réseau écologique européen de sites naturels d'intérêt écologique élaboré à partir des directives habitats et oiseaux, constitué de zones spéciales de conservation (ZSC) et de zones de protection spéciale (ZPS).
Un site Natura 2000 a été défini sur la commune au titre de la directive habitats : la « moyenne vallée du Lot inférieure », d'une superficie de 2 554 ha, abritant plusieurs espèces d'intérêt communautaire (Lamproie de Planer, Toxostome, Odonates) ainsi que des boisements alluviaux et des prairies humides.

#### Zones naturelles d'intérêt écologique, faunistique et floristique
L’inventaire des zones naturelles d'intérêt écologique, faunistique et floristique (ZNIEFF) a pour objectif de réaliser une couverture des zones les plus intéressantes sur le plan écologique, essentiellement dans la perspective d’améliorer la connaissance du patrimoine naturel national et de fournir aux différents décideurs un outil d’aide à la prise en compte de l’environnement dans l’aménagement du territoire.
Quatre ZNIEFF de type 1 sont recensées sur la commune :
- le « cirque de Vènes, pech Arnal et Bournac du Garrigou » (144 ha)[21] ;
- les « corniches et landes de Place Grande » (57 ha), couvrant 2 communes du département[22] ;
- le « cours moyen du Lot » (1 543 ha), couvrant 33 communes dont huit dans l'Aveyron et 25 dans le Lot[23] ;
- les « vallées des ruisseaux du Bournac et de Font d´Erbies et combes tributaires » (1 618 ha), couvrant 4 communes du département[24] ;

et une ZNIEFF de type 2, :
la « Moyenne vallée du Lot » (7 893 ha), couvrant 36 communes dont huit dans l'Aveyron et 28 dans le Lot.

Cartes des ZNIEFF de type 1 et 2 à Saint-Cirq-Lapopie.
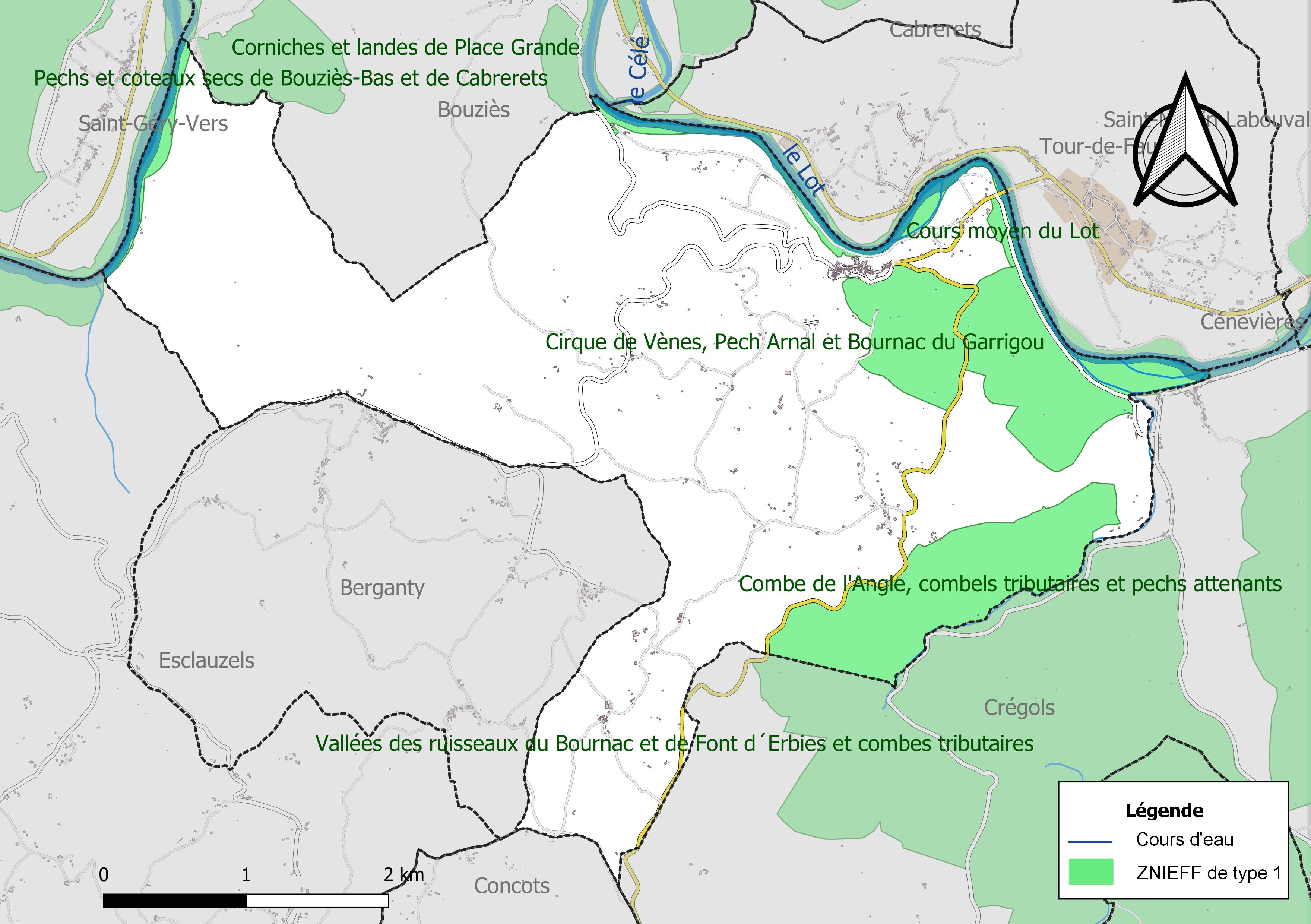
Carte des ZNIEFF de type 1 sur la commune.
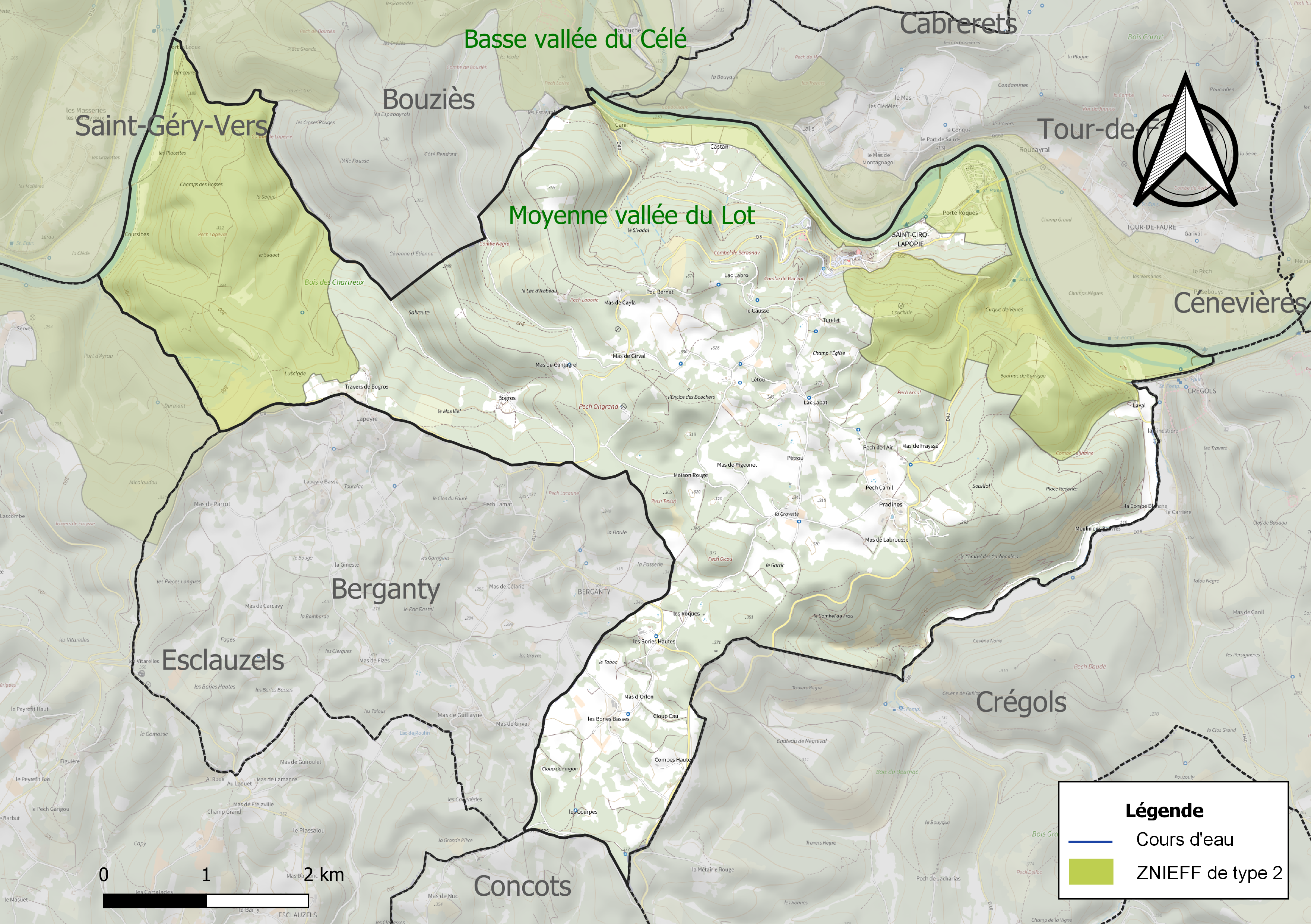
Carte de la ZNIEFF de type 2 sur la commune.

## Urbanisme

### Typologie
Au 1er janvier 2024, Saint-Cirq-Lapopie est catégorisée commune rurale à habitat très dispersé, selon la nouvelle grille communale de densité à sept niveaux définie par l'Insee en 2022.
Elle est située hors unité urbaine. Par ailleurs la commune fait partie de l'aire d'attraction de Cahors, dont elle est une commune de la couronne,. Cette aire, qui regroupe 78 communes, est catégorisée dans les aires de 50 000 à moins de 200 000 habitants,.

### Occupation des sols
L'occupation des sols de la commune, telle qu'elle ressort de la base de données européenne d’occupation biophysique des sols Corine Land Cover (CLC), est marquée par l'importance des forêts et milieux semi-naturels (73,6 % en 2018), en diminution par rapport à 1990 (75,5 %). La répartition détaillée en 2018 est la suivante :
forêts (71,3 %), zones agricoles hétérogènes (23,8 %), eaux continentales (2,6 %), milieux à végétation arbustive et/ou herbacée (2,3 %). L'évolution de l’occupation des sols de la commune et de ses infrastructures peut être observée sur les différentes représentations cartographiques du territoire : la carte de Cassini (XVIIIe siècle), la carte d'état-major (1820-1866) et les cartes ou photos aériennes de l'IGN pour la période actuelle (1950 à aujourd'hui).

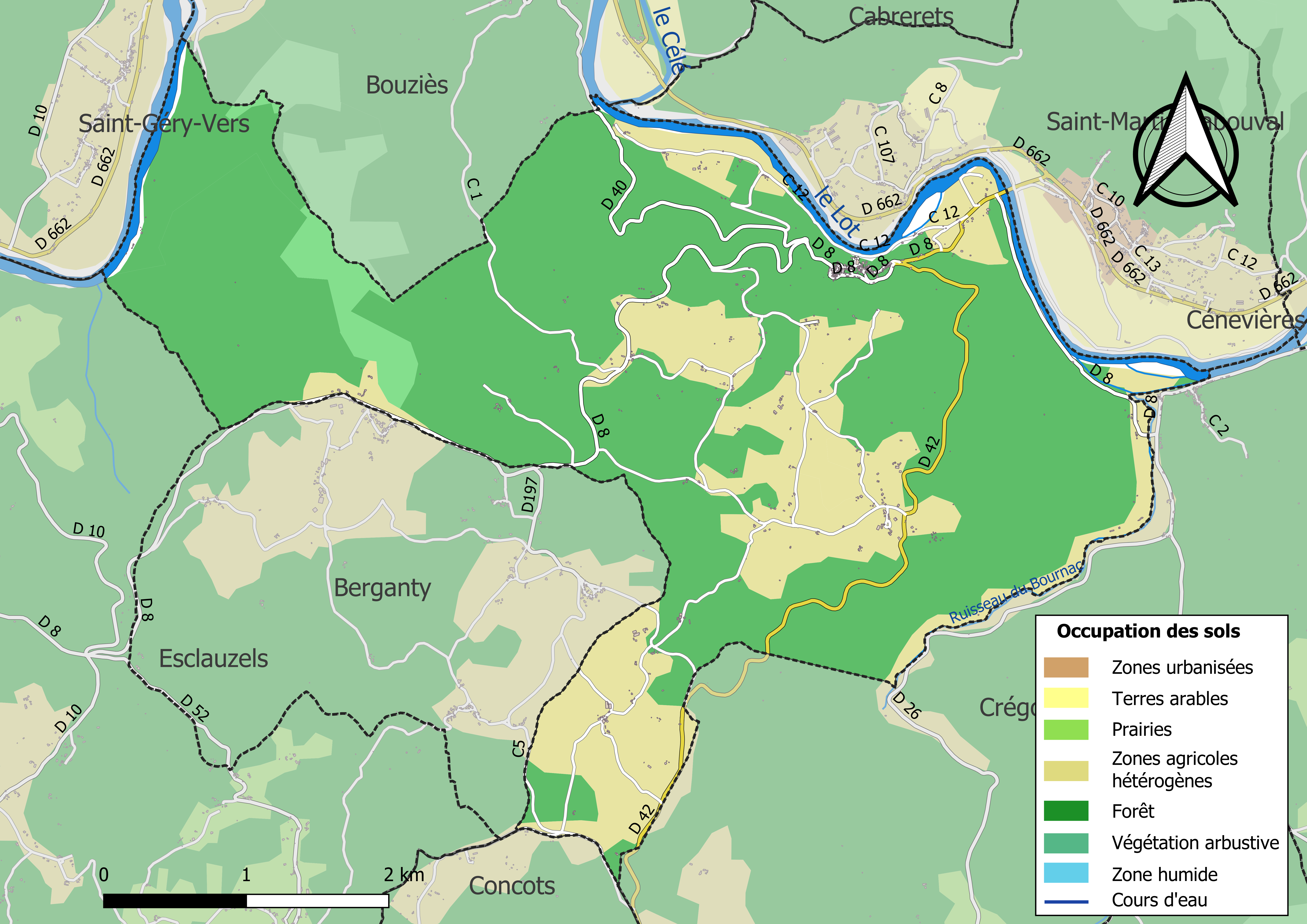
Carte des infrastructures et de l'occupation des sols de la commune en 2018 (CLC).

### Risques majeurs
Le territoire de la commune de Saint-Cirq-Lapopie est vulnérable à différents aléas naturels : météorologiques (tempête, orage, neige, grand froid, canicule ou sécheresse), inondations, feux de forêts, mouvements de terrains et séisme (sismicité très faible). Il est également exposé à un risque technologique, la rupture d'un barrage. Un site publié par le BRGM permet d'évaluer simplement et rapidement les risques d'un bien localisé soit par son adresse soit par le numéro de sa parcelle.

#### Risques naturels
Certaines parties du territoire communal sont susceptibles d’être affectées par le risque d’inondation par débordement de cours d'eau, notamment le Lot et le Célé. La cartographie des zones inondables en ex-Midi-Pyrénées réalisée dans le cadre du XIe Contrat de plan État-région, visant à informer les citoyens et les décideurs sur le risque d’inondation, est accessible sur le site de la DREAL Occitanie. La commune a été reconnue en état de catastrophe naturelle au titre des dommages causés par les inondations et coulées de boue survenues en 1982, 1993, 1999, 2003 et 2021,.
Saint-Cirq-Lapopie est exposée au risque de feu de forêt du fait de la présence sur son territoire du massif de la Moyenne vallée du Lot. Un plan départemental de protection des forêts contre les incendies a été approuvé par arrêté préfectoral le 30 novembre 2015 pour la période 2015-2025. Les propriétaires doivent ainsi couper les broussailles, les arbustes et les branches basses sur une profondeur de 50 mètres, aux abords des constructions, chantiers, travaux et installations de toute nature, situées à moins de 200 mètres de terrains en nature
de bois, forêts, plantations, reboisements, landes ou friches. Le brûlage des déchets issus de l’entretien des parcs et jardins des ménages et des collectivités est interdit. L’écobuage est également interdit, ainsi que les feux de type méchouis et barbecues, à l’exception de ceux prévus dans des installations fixes (non situées sous couvert d'arbres) constituant une dépendance d'habitation.

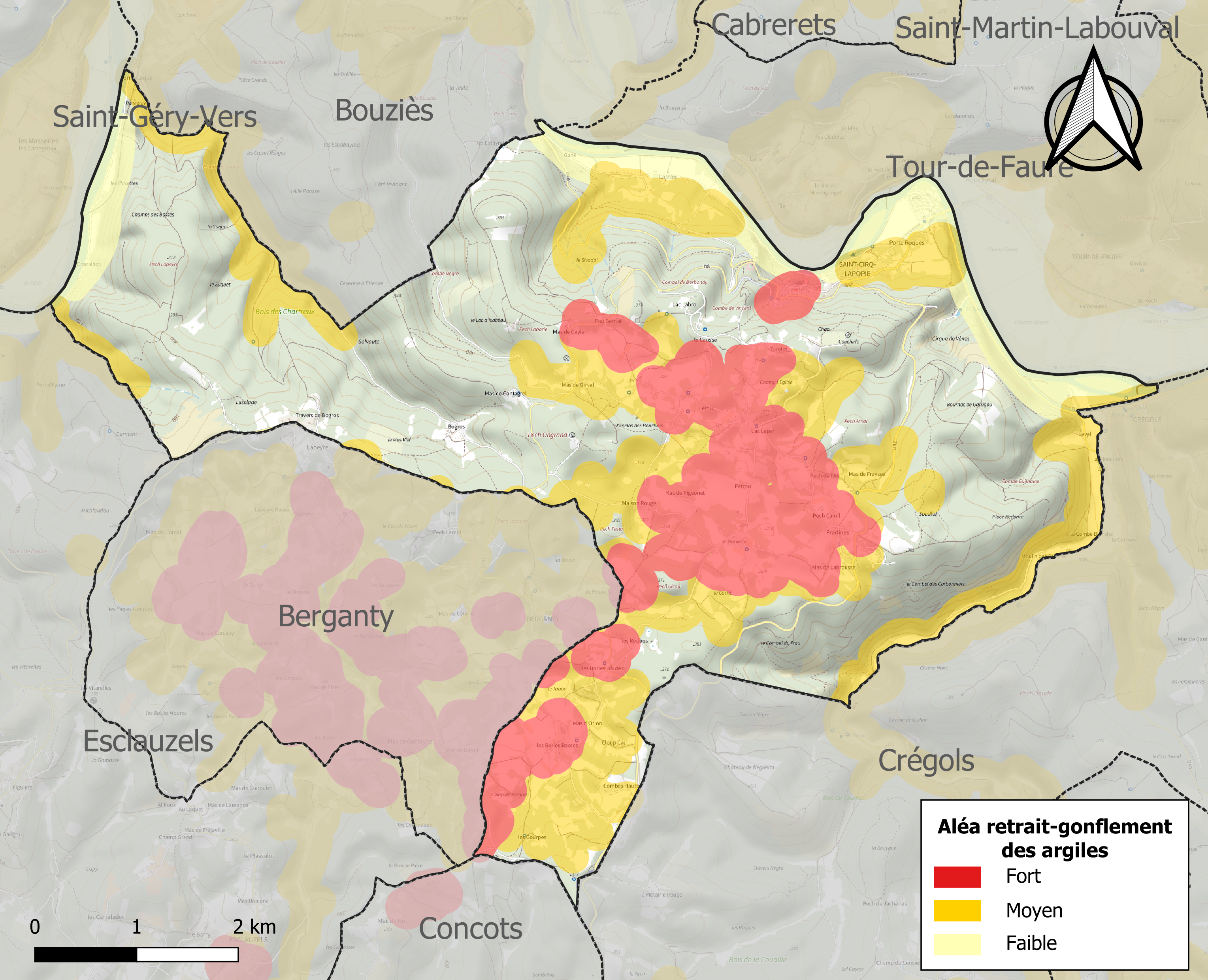
Carte des zones d'aléa retrait-gonflement des sols argileux de Saint-Cirq-Lapopie.

Les mouvements de terrains susceptibles de se produire sur la commune sont des affaissements et effondrements liés aux cavités souterraines (hors mines), des éboulements, chutes de pierres et de blocs et des tassements différentiels. Par ailleurs, afin de mieux appréhender le risque d’affaissement de terrain, l'inventaire national des cavités souterraines permet de localiser celles situées sur la commune.
Le retrait-gonflement des sols argileux est susceptible d'engendrer des dommages importants aux bâtiments en cas d’alternance de périodes de sécheresse et de pluie. 42,7 % de la superficie communale est en aléa moyen ou fort (67,7 % au niveau départemental et 48,5 % au niveau national). Sur les 240 bâtiments dénombrés sur la commune en 2019, 196 sont en aléa moyen ou fort, soit 82 %, à comparer aux 72 % au niveau départemental et 54 % au niveau national. Une cartographie de l'exposition du territoire national au retrait gonflement des sols argileux est disponible sur le site du BRGM,.
Par ailleurs, afin de mieux appréhender le risque d’affaissement de terrain, l'inventaire national des cavités souterraines permet de localiser celles situées sur la commune.
Concernant les mouvements de terrains, la commune a été reconnue en état de catastrophe naturelle au titre des dommages causés par des mouvements de terrain en 1999.

#### Risques technologiques
La commune est en outre située en aval des barrages de Grandval et de Sarrans, des ouvrages de classe A disposant d'une retenue de respectivement 270,6 millions et 296 millions de mètres cubes. À ce titre elle est susceptible d’être touchée par l’onde de submersion consécutive à la rupture d'un de ces ouvrages.

## Toponymie
Le nom de la localité est attesté sous la forme latinisée eccl.[esia] S[ancti] Cirici de la Papia (« Église de Saint-Cyr de la Papia ») en 1269. Selon Ernest Nègre, Albert Dauzat cite le déterminant complémentaire sous la forme Popia, ce qui est erroné, du moins dans la réédition de 1979.
Il s'agit de l'hagiotoponyme saint Cyr, en occitan Sent Circ, honoré dans l'église paroissiale qui porte son nom.
En revanche le déterminant complémentaire est obscur, c'est pourquoi ni Albert Dauzat, ni Charles Rostaing, ni Ernest Nègre n'en donnent une explication.
Selon Gaston Bazalgues, le toponyme Saint-Cirq-Lapopie est basé sur l'hagiotoponyme chrétien Ciricus avec ajout du nom de famille de la Popie, seigneur de Cénevières. Leur nom peut provenir de Pompejac qui fait référence à un nom de domaine gallo-romain. Une origine populaire est basée sur l'occitan popa pour le nom du rocher qui est le point le plus haut de la ville.

## Histoire
Il est vraisemblable que l'occupation de cet escarpement rocheux surplombant la rive gauche du Lot, face à un cirque de falaises, a tenté les hommes dès l'époque gallo-romaine.
La terre de Saint-Cirq appartenait vraisemblablement aux Gourdon et à la famille éponyme des Lapopie, peut-être branche cadette des Gourdon ou simples châtelains. Les Cardaillac (de la branche de Bioule) deviennent coseigneurs à la faveur de la croisade albigeoise (confiscation et rachat des biens des Castelnau-Saint-Cirq) et par alliance matrimoniale avec les Gourdon. En 1229, Bertrand de Cardaillac rendit hommage à Raymond VII, comte de Toulouse pour cette terre. Un de ses descendants, nommé lui aussi Bertrand, reçut en 1395 le château et la terre de Saint-Cirq. Il fut la source des barons de Cardaillac-Saint-Cirq
Pendant la guerre de Cent Ans, Hugues IV de Cardaillac se rangea dans le camp français. Il fut un grand technicien de l'artillerie.
Par mariage avec Marguerite de LaPopie, les Hébrard de Saint-Sulpice accèdent à la coseigneurie de Saint-Cirq au début du XVe siècle, non sans problèmes avec les Cardaillac.
La division entre seigneuries resta conflictuelle à l'époque des guerres de religion : un Cardaillac devint le chef des protestants du Languedoc, tandis qu'un Saint-Sulpice restait catholique.
Amis cependant, ils s'entendirent pour interdire toute violence dans leur cité commune, mais en 1580, rompant la trêve, les huguenots s'emparèrent du château d'en haut, qu'Henri de Navarre fit démolir[réf. nécessaire].
La coseigneurie permit dès le milieu du XIIIe siècle une large autonomie villageoise avec l'existence d'un consulat et l'obtention de coutumes. Les consuls jouissaient de nombreux privilèges dont le contrôle du port sur le Lot et l'exercice de la justice sous l'autorité nominale des coseigneurs.
Vers 1920 le peintre post-impressionniste Henri Martin qui s'était installé dans le Lot "découvrit" le village et le représenta dans deux de ses tableaux, le faisant ainsi connaître des artistes et amateurs d'art. Le village commença alors à attirer les touristes. Après sa rupture avec le Parti Communiste Français, le militant marxiste Charles Rappoport se retira à Saint-Cirq-Lapopie où il fut d'abord inhumé après sa mort en 1941 avant que sa dépouille soit envoyée au cimetière du Montparnasse. Dans les années 1950, le poète et écrivain André Breton établit pendant quelque temps sa résidence estivale dans l'ancienne demeure d'Henri Martin, L'auberge des Mariniers, décrivant son « coup de foudre » pour « Saint-Cirq embrasée aux feux de Bengale (...) apparue comme une rose impossible dans la nuit ».

### Héraldique
| Armes de Saint-Cirq-Lapopie | Les armes peuvent se blasonner ainsi : D'azur au château de trois tours en silhouette d'or, la tour du milieu plus haute ajourée de sable, brochant sur le tiers supérieur d'un besant aussi d'or en pointe. |

## Le pèlerinage de Compostelle
Sur la via Podiensis du pèlerinage de Saint-Jacques-de-Compostelle, on vient de Cabrerets par un court détour sur la variante de la vallée du Célé ; en aval de ce village.
La prochaine commune traversée est Cahors, avec sa cathédrale Saint-Étienne et le pont Valentré.

## Politique et administration
| Période                                  | Période          | Identité                 | Étiquette    | Qualité |
| ---------------------------------------- | ---------------- | ------------------------ | ------------ | --- |
| 1802                                     | 1815             | Jacques Delport          |              | |
| 1815                                     | 1816             | Guillaume Lagarrigue     |              | |
| 1816                                     | 1832             | Jean Antoine Delmas      |              | |
| 1832                                     | 1833             | Guillaume Lagarrigue     |              | |
| 1833                                     | 1846             | Gabriel Redon            |              | |
| 1846                                     | 1854             | Jean Baptiste Delmas     |              | |
| 1854                                     | 1860             | André Bessac             |              | |
| 1860                                     | 1863             | Jean Baptiste Delmas     |              | |
| 1863                                     | 1870             | André Bessac             |              | |
| 1870                                     | 1877             | Jean Baptiste Delmas     |              | |
| 1878                                     | 1879             | Pierre Bessat            |              | |
| 1879                                     | 1892             | Jean Pierre Lucie        |              | |
| 1892                                     | 1900             | Jean Baptiste Mouilherat |              | |
| 1935                                     | 1938             | Joseph Delmas            |              | |
| 1938                                     | 1944             | Sylvain Lafon            |              | |
| 1944                                     | 1953             | Félix Pechberty          |              | |
| 1953                                     | 1977             | Eloi Andrieu             |              | |
| 1977                                     | 1989             | André Valette            |              | Agriculteur |
| 1989                                     | 1995             | Jacques Delmas           |              | Médecin |
| 1995                                     | 2014             | Gilles Hardeveld         |              | Restaurateur |
| 2014                                     | 2023 (démission) | Gérard Miquel            | PS puis LREM | Sénateur du Lot (1992 → 2017) Président du conseil général du Lot (2004 → 2014) Conseiller général du Lot (1982 → 1992 et 1998 → 2015) |
| 2023                                     | En cours         | Frédéric Decremps        | LREM         | conseiller départemental |
| Les données manquantes sont à compléter. |                  |                          |              | |

## Démographie
L'évolution du nombre d'habitants est connue à travers les recensements de la population effectués dans la commune depuis 1793. Pour les communes de moins de 10 000 habitants, une enquête de recensement portant sur toute la population est réalisée tous les cinq ans, les populations de référence des années intermédiaires étant quant à elles estimées par interpolation ou extrapolation. Pour la commune, le premier recensement exhaustif entrant dans le cadre du nouveau dispositif a été réalisé en 2006.

En 2022, la commune comptait 204 habitants, en stagnation par rapport à 2016 (Lot : +1,31 %, France hors Mayotte : +2,11 %).
| 1793  | 1800  | 1806  | 1821  | 1831  | 1836  | 1841  | 1846  | 1851  |
| ----- | ----- | ----- | ----- | ----- | ----- | ----- | ----- | ----- |
| 1 090 | 1 186 | 1 214 | 1 219 | 1 333 | 1 282 | 1 276 | 1 366 | 1 407 |

| 1856  | 1861  | 1866  | 1872  | 1876  | 1881  | 1886  | 1891  | 1896  |
| ----- | ----- | ----- | ----- | ----- | ----- | ----- | ----- | ----- |
| 1 423 | 1 461 | 1 341 | 1 321 | 1 440 | 1 379 | 1 308 | 1 312 | 1 172 |

| 1901  | 1906 | 1911 | 1921 | 1926 | 1931 | 1936 | 1946 | 1954 |
| ----- | ---- | ---- | ---- | ---- | ---- | ---- | ---- | ---- |
| 1 070 | 504  | 536  | 378  | 341  | 317  | 291  | 235  | 241  |

| 1962 | 1968 | 1975 | 1982 | 1990 | 1999 | 2006 | 2011 | 2016 |
| ---- | ---- | ---- | ---- | ---- | ---- | ---- | ---- | ---- |
| 221  | 191  | 167  | 179  | 187  | 207  | 215  | 218  | 204  |

| 2021 | 2022 | - | - | - | - | - | - | - |
| ---- | ---- | - | - | - | - | - | - | - |
| 203  | 204  | - | - | - | - | - | - | - |

## Logement
En 2016, Saint-Cirq-Lapopie compte davantage de résidences secondaires (56,1%) que de résidences principales (38,5%).

## Économie

### Revenus
En 2018, la commune compte 93 ménages fiscaux, regroupant 185 personnes. La médiane du revenu disponible par unité de consommation est de 18 820 € (20 740 € dans le département).

### Emploi
|                | 2008  | 2013   | 2018   |
| -------------- | ----- | ------ | ------ |
| Commune        | 7,1 % | 10,2 % | 12,5 % |
| Département    | 7,3 % | 8,9 %  | 9,6 %  |
| France entière | 8,3 % | 10 %   | 10 %   |

En 2018, la population âgée de 15 à 64 ans s'élève à 124 personnes, parmi lesquelles on compte 76,6 % d'actifs (64,1 % ayant un emploi et 12,5 % de chômeurs) et 23,4 % d'inactifs,. En 2018, le taux de chômage communal (au sens du recensement) des 15-64 ans est supérieur à celui du département et de la France, alors qu'en 2008 la situation était inverse.
La commune fait partie de la couronne de l'aire d'attraction de Cahors, du fait qu'au moins 15 % des actifs travaillent dans le pôle,. Elle compte 103 emplois en 2018, contre 96 en 2013 et 105 en 2008. Le nombre d'actifs ayant un emploi résidant dans la commune est de 83, soit un indicateur de concentration d'emploi de 125,3 % et un taux d'activité parmi les 15 ans ou plus de 54,9 %.
Sur ces 83 actifs de 15 ans ou plus ayant un emploi, 43 travaillent dans la commune, soit 52 % des habitants. Pour se rendre au travail, 74,1 % des habitants utilisent un véhicule personnel ou de fonction à quatre roues, 10,6 % s'y rendent en deux-roues, à vélo ou à pied et 15,3 % n'ont pas besoin de transport (travail au domicile).

### Activités hors agriculture

#### Secteurs d'activités
71 établissements sont implantés à Saint-Cirq-Lapopie au 31 décembre 2019. Le tableau ci-dessous en détaille le nombre par secteur d'activité et compare les ratios avec ceux du département,.
| Secteur d'activité                                                                                        | Commune | Commune | Département |
| Secteur d'activité                                                                                        | Nombre  | %       | %           |
| --- | ------- | ------- | ----------- |
| Ensemble                                                                                                  | 71      |         |             |
| Industrie manufacturière, industries extractives et autres                                                | 13      | 18,3 %  | (14 %)      |
| Construction                                                                                              | 2       | 2,8 %   | (13,9 %)    |
| Commerce de gros et de détail, transports, hébergement et restauration                                    | 46      | 64,8 %  | (29,9 %)    |
| Activités immobilières                                                                                    | 2       | 2,8 %   | (3,5 %)     |
| Activités spécialisées, scientifiques et techniques et activités de services administratifs et de soutien | 4       | 5,6 %   | (13,5 %)    |
| Autres activités de services                                                                              | 4       | 5,6 %   | (8,7 %)     |

Le secteur du commerce de gros et de détail, des transports, de l'hébergement et de la restauration est prépondérant sur la commune puisqu'il représente 64,8 % du nombre total d'établissements de la commune (46 sur les 71 entreprises implantées à Saint-Cirq-Lapopie), contre 29,9 % au niveau départemental.

#### Entreprises et commerces
Les trois entreprises ayant leur siège social sur le territoire communal qui génèrent le plus de chiffre d'affaires en 2020 sont :
- Basilic Et Chocolat, restauration traditionnelle (277 k€)
- Des Nouilles Encore - DNE, fabrication de plats préparés (60 k€)
- Chateau De Saint Cirq Lapopie, hébergement touristique et autre hébergement de courte durée (8 k€)

Depuis le Moyen Âge était établie à Saint-Cirq-Lapopie une puissante corporation de tourneurs sur bois. Ces artisans, encore nombreux au XIXe siècle, utilisaient un tour primitif. Deux tourneurs dont un spécialisé en robinetterie (robinets de tonneaux) perpétuent, de nos jours, cette tradition.

### Agriculture
La commune est dans les Causses », une petite région agricole occupant une grande partie centrale du département du Lot. En 2020, l'orientation technico-économique de l'agriculture  sur la commune est l'élevage d'équidés et/ou d' autres herbivores.
|               | 1988 | 2000 | 2010 | 2020 |
| ------------- | ---- | ---- | ---- | ---- |
| Exploitations | 16   | 14   | 13   | 11   |
| SAU (ha)      | 238  | 460  | 226  | 452  |

Le nombre d'exploitations agricoles en activité et ayant leur siège dans la commune est passé de 16 lors du recensement agricole de 1988  à 14 en 2000 puis à 13 en 2010 et enfin à 11 en 2020, soit une baisse de 31 % en 32 ans. Le même mouvement est observé à l'échelle du département qui a perdu pendant cette période 60 % de ses exploitations,. La surface agricole utilisée sur la commune est restée relativement stable, passant de 238 ha en 1988 à 452 ha en 2020. Parallèlement la surface agricole utilisée moyenne par exploitation a augmenté, passant de 15 à 41 ha.

## Culture locale et patrimoine

### Lieux et monuments

#### Patrimoine Religieux

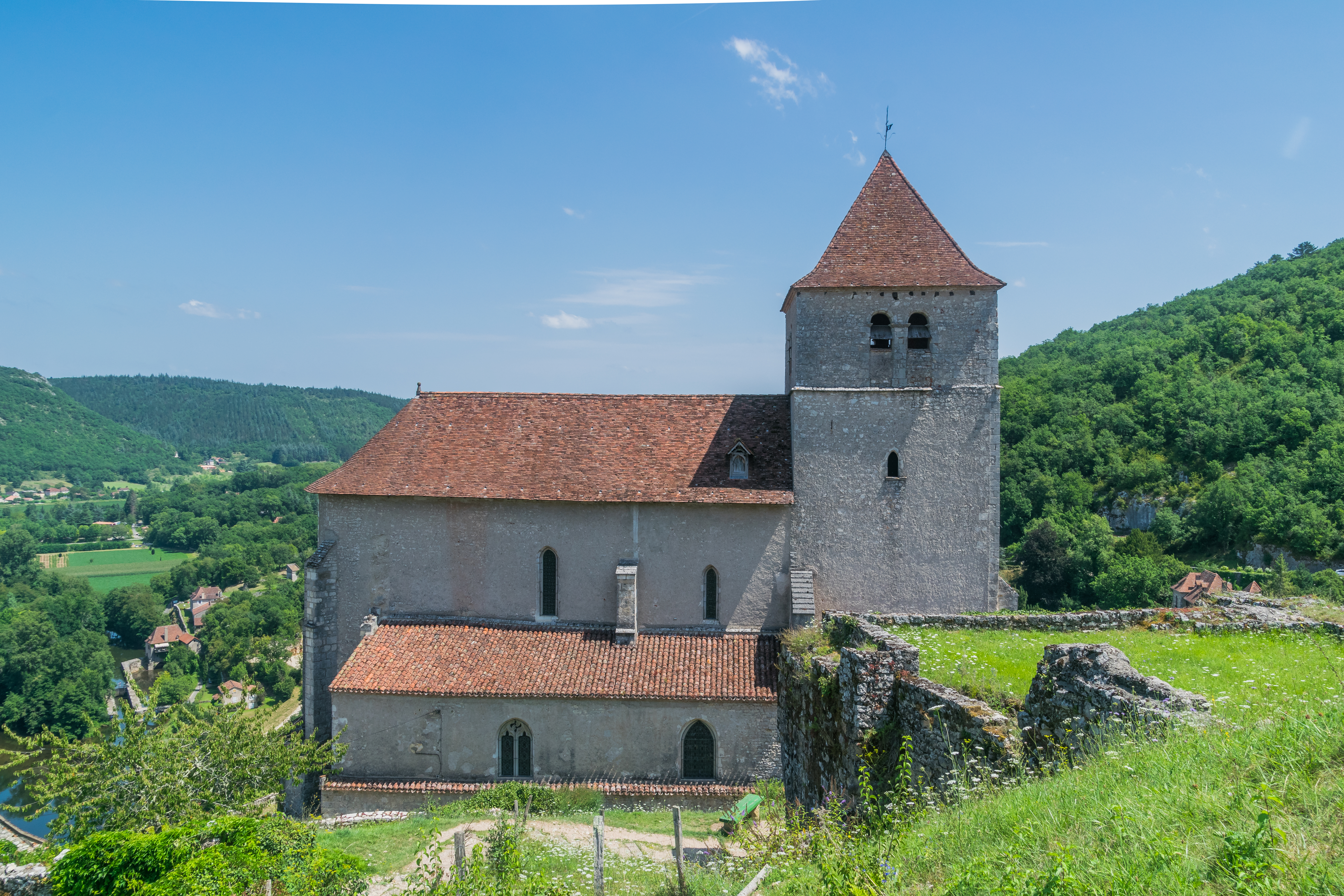
L'église Saint-Cirq-et-Sainte-Juliette.

- L'église Saint-Cirq-et-Sainte-Juliette, puissante église du XVe siècle ayant conservé l'abside romane de la chapelle des châteaux, donjon carré et tourelle d'escalier. L'édifice a été classé au titre des monuments historiques en 1911[56]. Plusieurs objets sont référencés dans la base Palissy[56].
- Chapelle basse du chemin de croix de Saint-Cirq-Lapopie.
- Chapelle des Mariniers de Saint-Cirq-Lapopie.
- Chapelle du cimetière de Saint-Cirq-Lapopie.
- Chapelle Sainte-Croix de Saint-Cirq-Lapopie : tout en haut d'un chemin de croix planté de buis, cette chapelle du XIXe siècle, reconstruite en 1854 à l'emplacement de l'ancienne église, rappelle que les reliques de la Vraie Croix furent rapportées de Terre Sainte par Géraud de Cardaillac.

#### Patrimoine civil

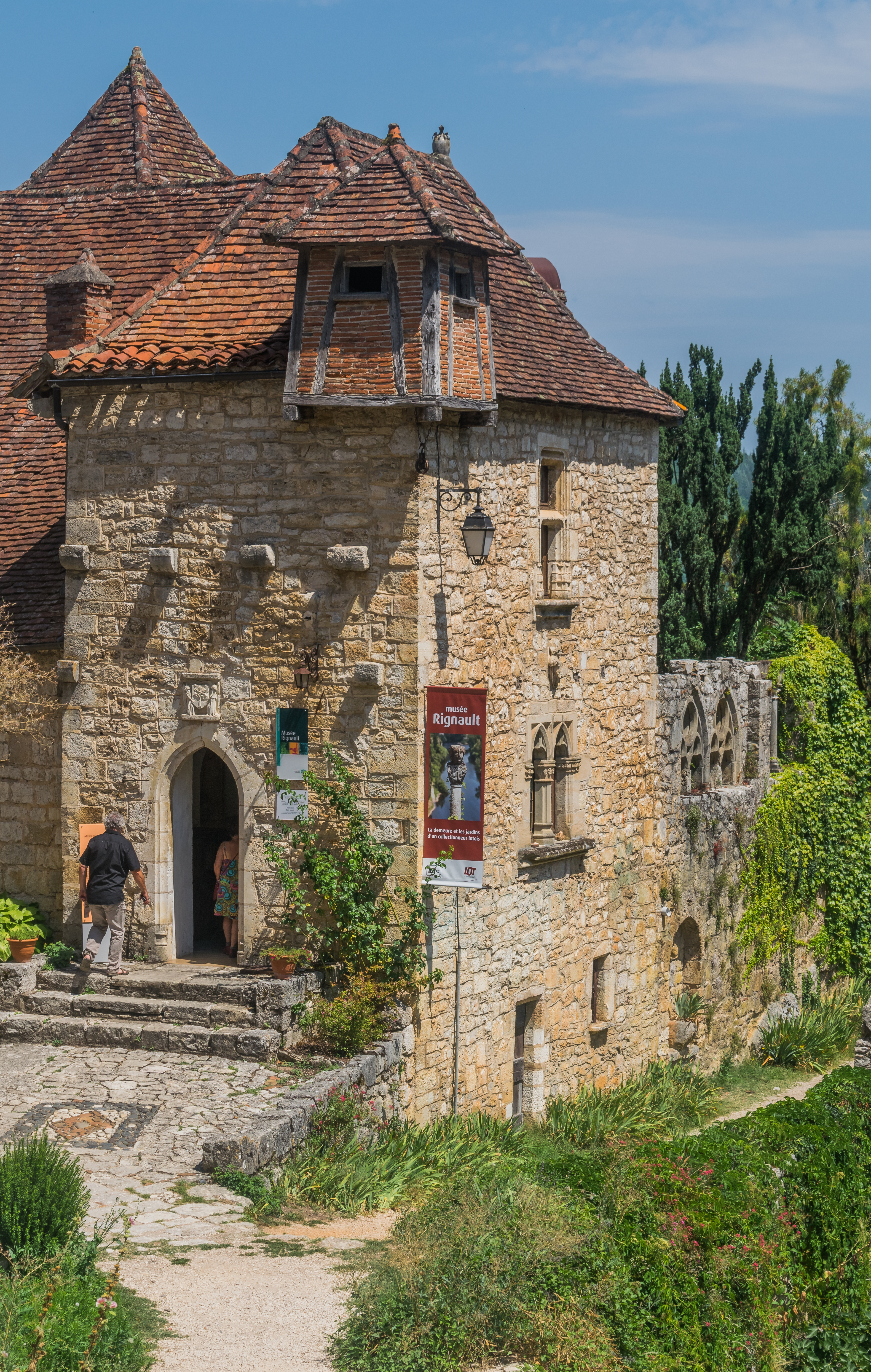
Le musée Rignault.

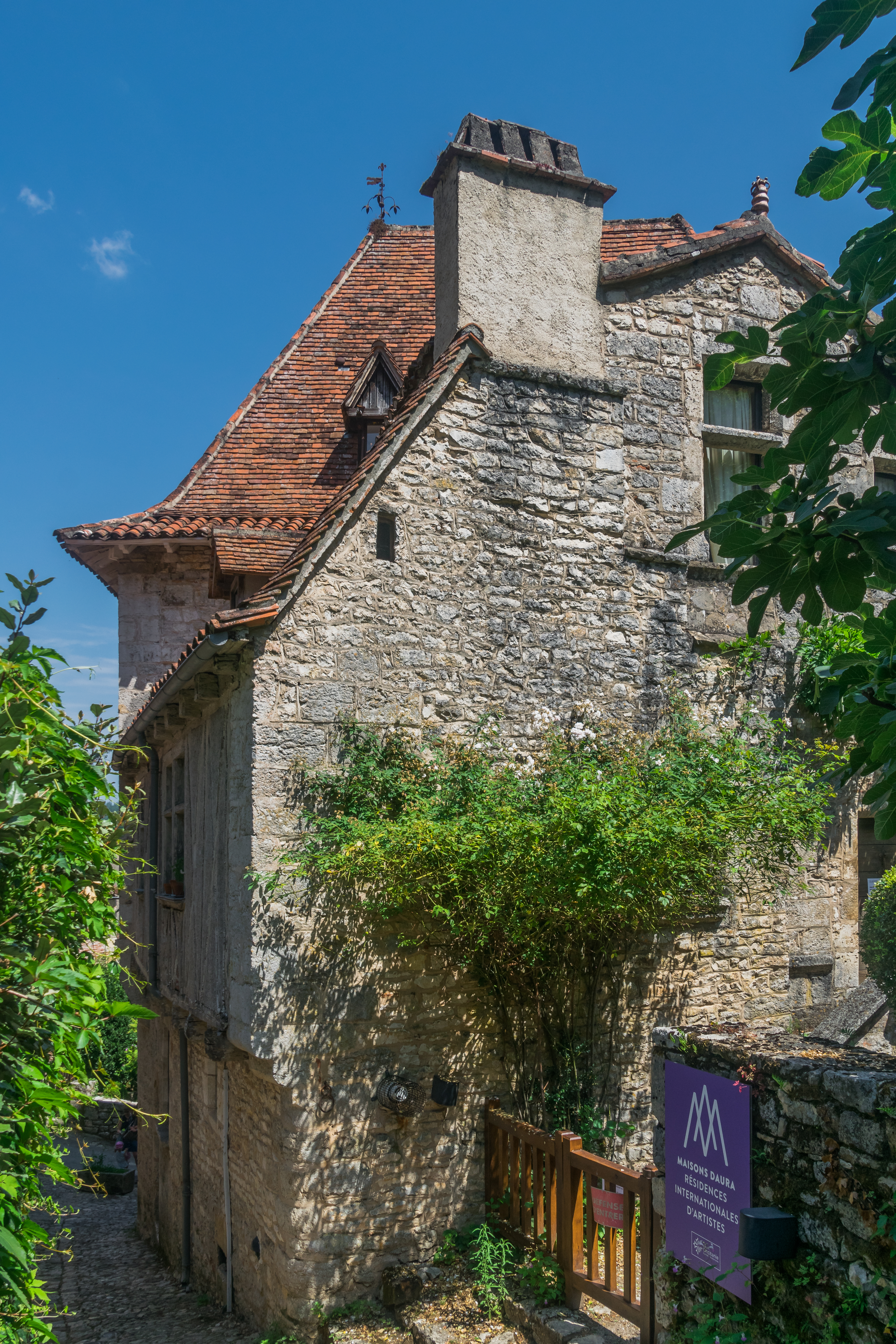
La maison Daura.

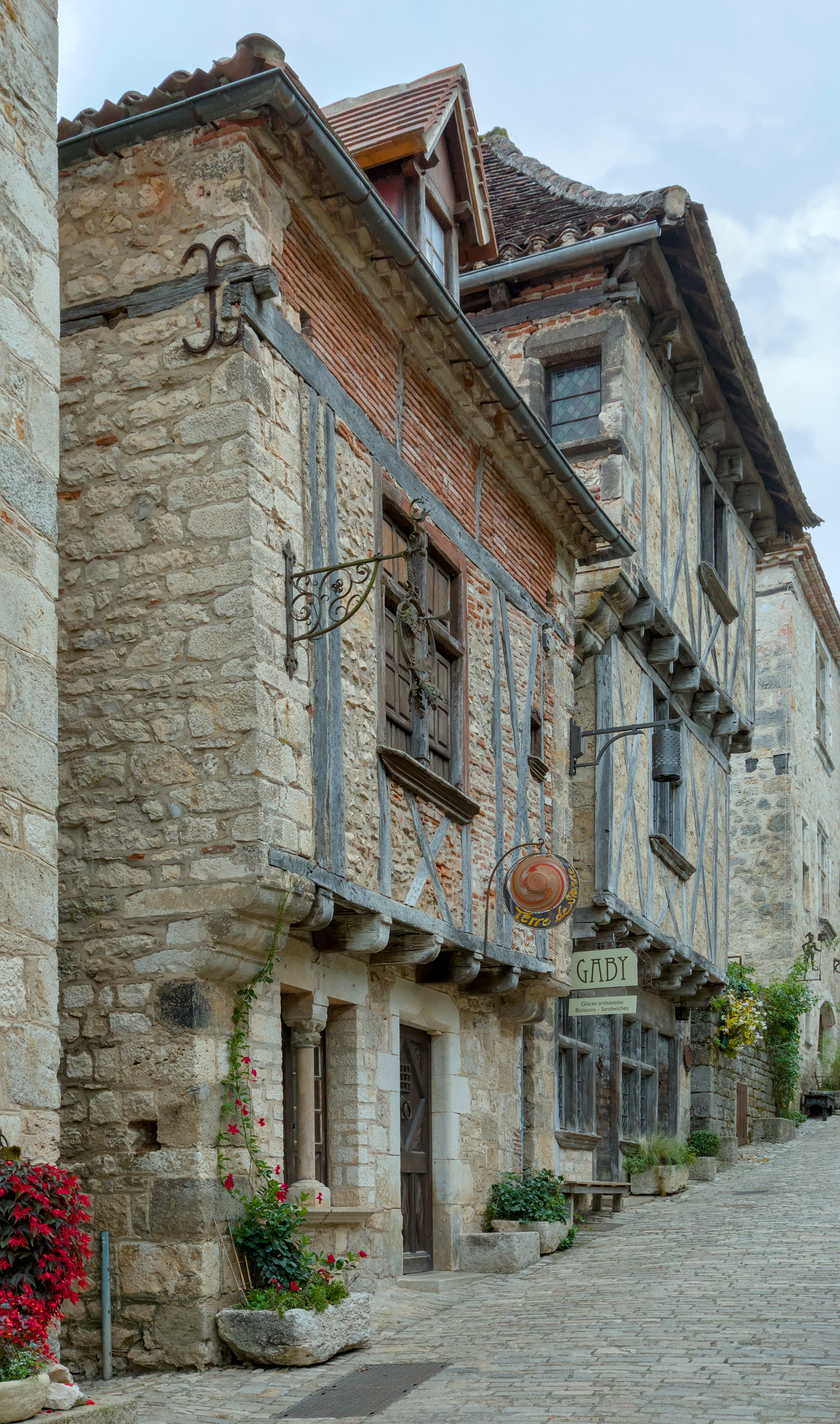
La maison Bessac.

- Un des plus beaux villages de France et un des lieux les plus touristiques du Lot, Saint-Cirq-Lapopie est un village-musée presque entièrement classé et bien connu des artistes, dont André Breton, qui acheta et s'installa dans l'ancienne Auberge des mariniers dans les années 1950.
- Vue sur la vallée du Lot, à 80 mètres en contrebas.
- Au sommet du plateau, ruines de trois châteaux et l'église Saint-Cirq-et-Sainte-Juliette.
- Ruelles escarpées et étroites, aux maisons médiévales du XIVe siècle[57] en encorbellement et aux toits pointus.
- Musée Rignault, où se déroulent notamment des expositions temporaires d'art contemporain. Émile-Joseph Rignault (1874-1962), passionné d'art et collectionneur, en a fait don en 1946 au conseil général du Lot.
- Les Maisons Daura, demeures du peintre Pierre Daura, offertes par sa fille Martha au conseil régional Midi-Pyrénées pour qu'y soient installés une résidence d'artistes et un lieu d'exposition[58], sont désormais dévolues à l'Art Contemporain. Sous la direction artistique de la MAGP (Maison des Arts Georges Pompidou)[59] à Cajarc, cette résidence d'artiste à la programmation exigeante accueille depuis 2005 une sélection de créateurs du monde entier sur deux périodes (été et hiver) : la résidence d'été donne lieu chaque année à la création d'œuvres inédites in-situ dans le village et des recoins inattendus de la vallée du Lot à l'occasion du Parcours d'Art Contemporain en Vallée du Lot[60].
- Belvédère du cirque de Vènes : une petite croix en fer signale l'accès au point de vue sur la plaine de Tour-de-Faure et le cirque de falaises de Vènes.
- Belvédère du Bancourel : au pied d'un colombier circulaire du XVIe siècle, l'esplanade du Bancourel offre une vue spectaculaire sur le rocher de Lapopie et l'écluse d'Aulanac. À côté, on peut voir le pigeonnier de Bancourel inscrit au titre des monuments historiques en 2010.
- Écluse et moulin d'Aulanac : en contrebas des falaises, au bord de la rivière, ancien moulin du début du XIVe siècle, associé au XIXe siècle à une écluse et sa maison éclusière. Le bâti, pierres et colombages est juxtaposé à l’ancienne et traditionnelle fabrique du village, celle des robinets de bois.

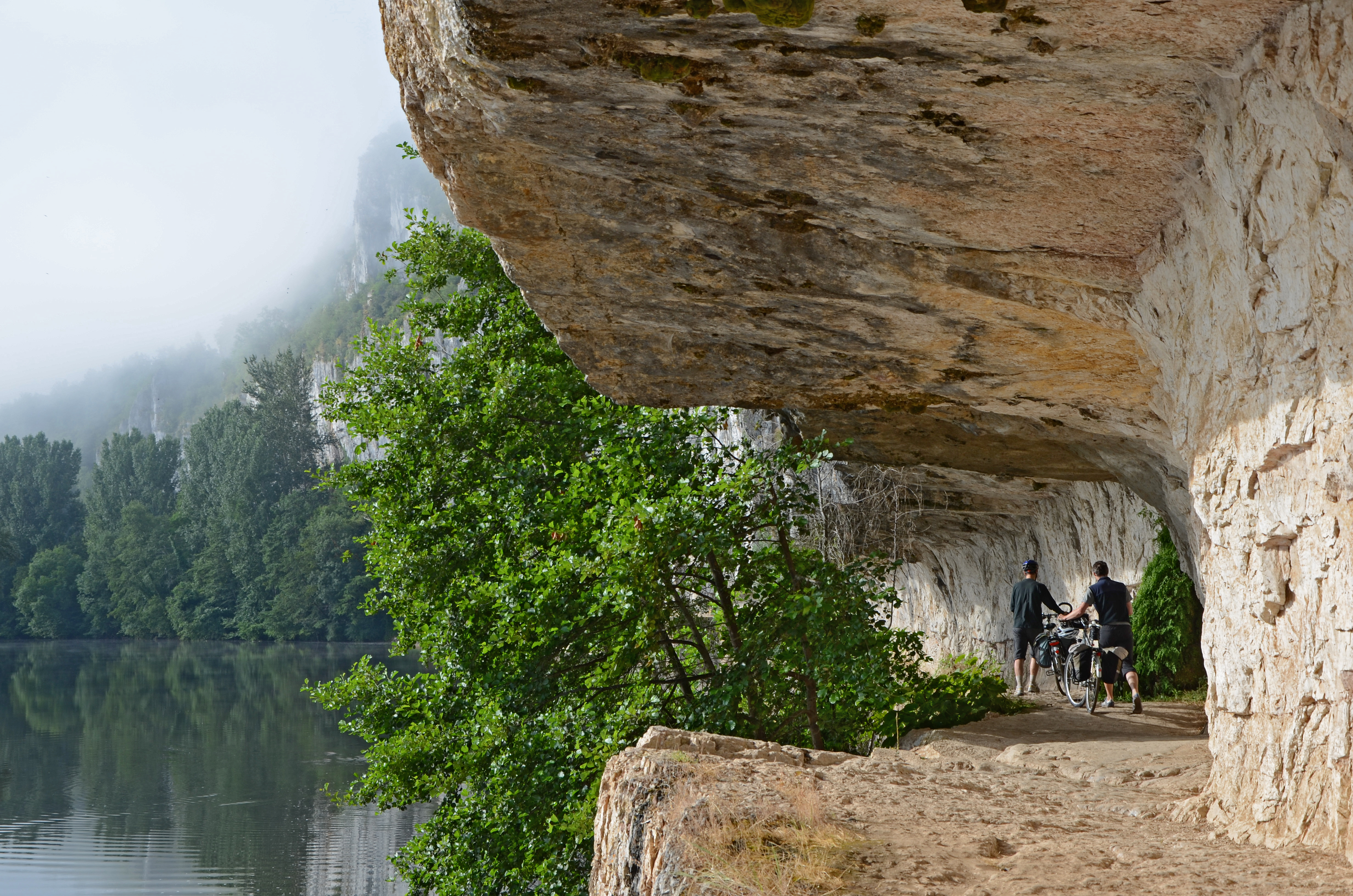
Le chemin de halage creusé dans la falaise.

- Chemin de halage de Ganil : précédé par le moulin et la maison éclusière, ce chemin de halage entaillé à flanc de falaise constitue l'un des parcours les plus spectaculaires de la vallée. La promenade commence à la Plage-Halte nautique de Saint-Cirq-Lapopie : plage aménagée, environ 10 km aller-retour.

### Personnalités liées à la commune
- André Breton venait poursuivre son rêve de pierre et de lumière, en sa maison acquise en 1950 à Saint-Cirq-Lapopie, l’ancienne auberge des Mariniers (toujours visible)[61].
- Pierre Daura
- Paul Paquereau
- Henri Martin (peintre)
- Gérard Miquel
- Roger Whittaker

## Saint-Cirq-Lapopie dans l'Art
- Saint-Cirq-Lapopie; Les Toits, Saint-Cirq Lapopie (Lot) par Henri Martin
- Saint-Cirq-Lapopie, toile de Roland Lefranc (1931-2000), conservée au Musée Baron-Gérard de Bayeux.

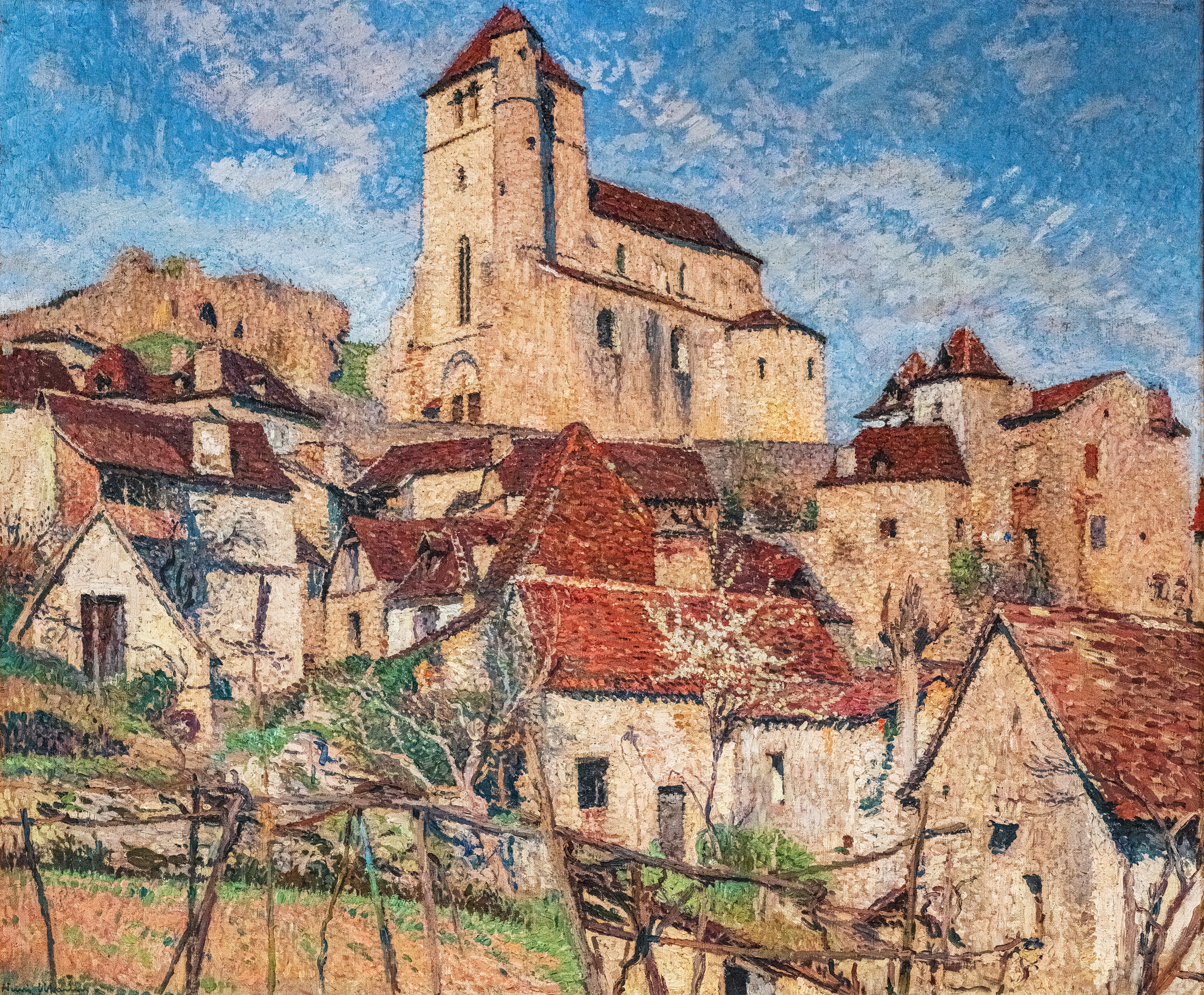
Les Toits, Saint-Cirq Lapopie (Lot) Henri-Martin - Musée d'Orsay
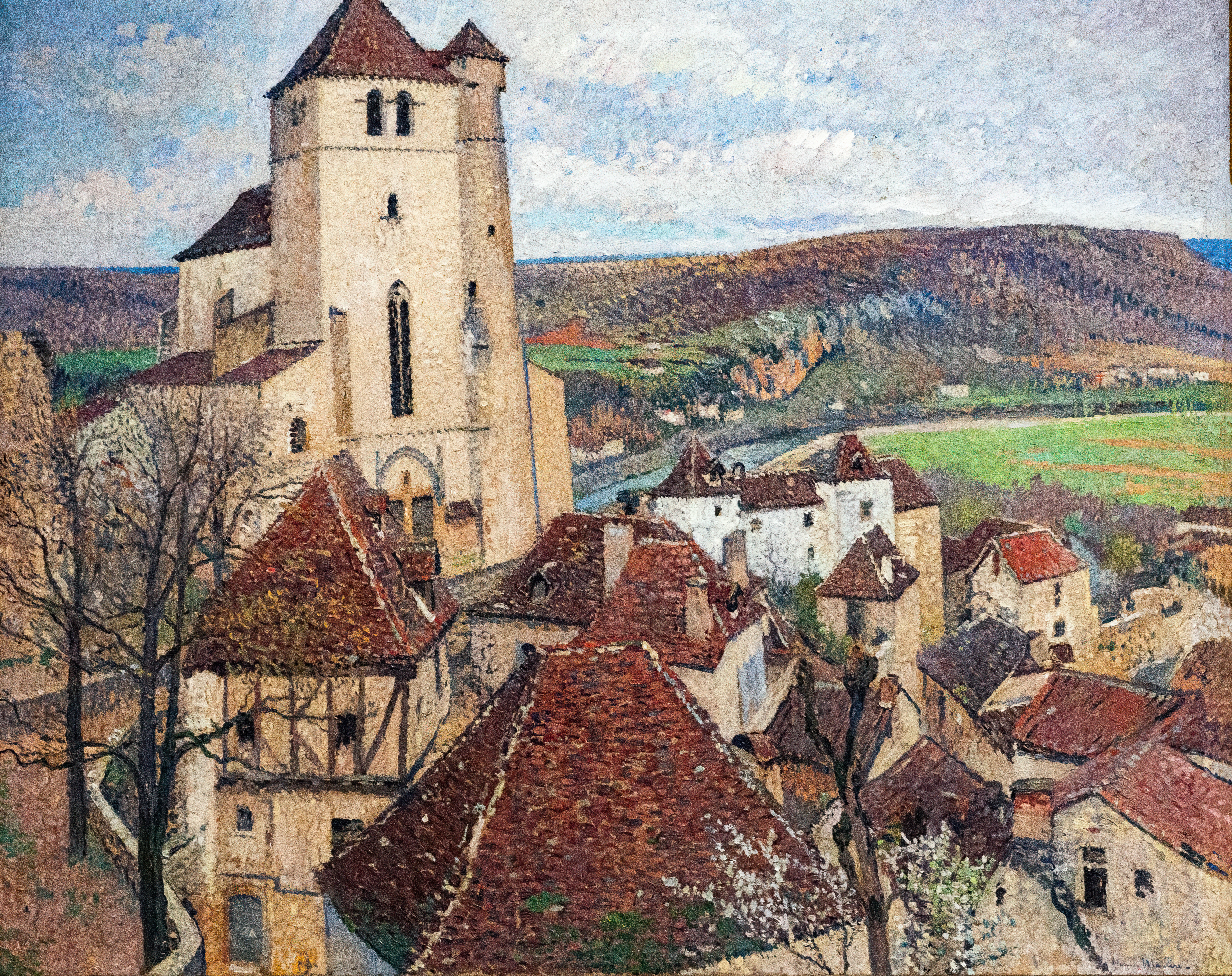
Saint-Cirq-Lapopie - Henri-Martin - Musée de Cahors Henri-Martin

## Cinéma
- 1985 : La Promise (The Bride) est un film américain réalisé par Franc Roddam, avec Sting. La Promise est un remake de La Fiancée de Frankenstein, film américain réalisé par James Whale en 1935.
- 2005 : L’automne c’est triste en été… écrit et réalisé par Nicolas Boucart, avec Serge Merlin, Christian Marc, Richard Duval et les figurants bénévoles du village. Court métrage sélectionné au Festival VisAges en Suisse 2008, au IFF Molodist Kiev 2006, Huesca International Film Fest Espagne 2006, Festival International de Chicoutimi Québec 2006, Festival Tous courts d’Aix en Provence 2005, Festival International du Film Francophone de Namur 2005, Festival Le court en dit long Paris 2005.
- 2005 : Saint-Jacques.. La Mecque de Coline Serreau (sculpture en bas-relief sur le chemin de halage).
- 2013 : Vive la France de Michaël Youn (une partie du film se déroule dans le village lors de la fête nationale du 14 juillet, c'est le village d'enfance du personnage du film Marianne Bouvier).

## Télévision
- 2012 : lors de l'émission Le Village préféré des Français diffusée sur France 2 le 26 juin 2012, le village a été élu parmi 22 villages de France par 66 000 votants[62],[63].
- 2019 : lors d'une émission La Carte aux trésors (France 3), le village est le cadre de l'épreuve finale de la rose des vents, qui attend les candidats au rocher, « point le plus haut du village ».

## Documents
- Saint-Cirq-Lapopie, le plus beau village de France ?, ebook de l'écrivain lotois Stéphane Ternoise, publié le 21 mai 2012[64].
- Saint-Cirq-Lapopie et des habitants. Des origines à 1560, auteur : Patrice Foissac, éditions édicausse, avril 2023,  (ISBN 978-2-917626-34-4)

## Galerie

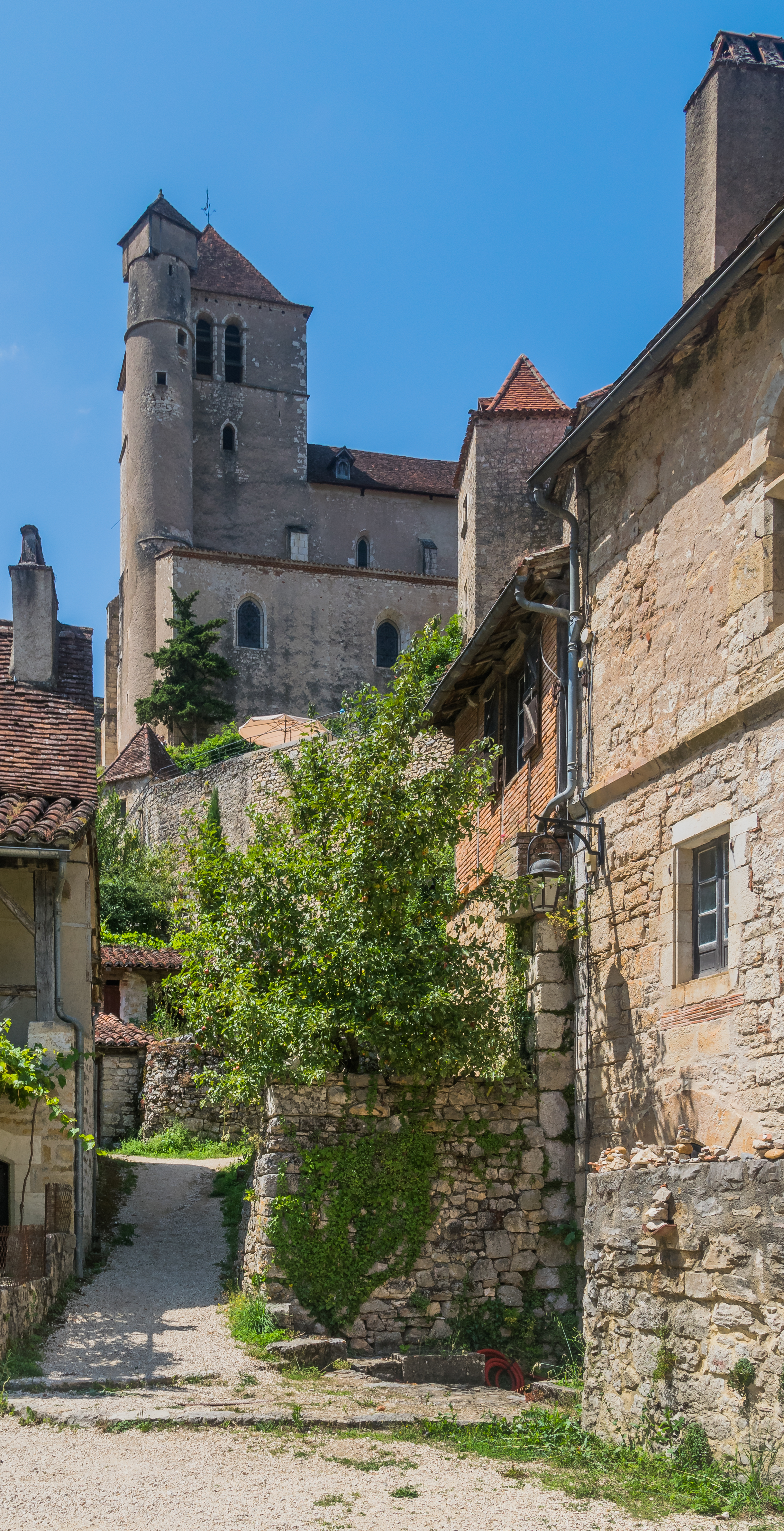
Vue de l'église depuis une rue médiévale.
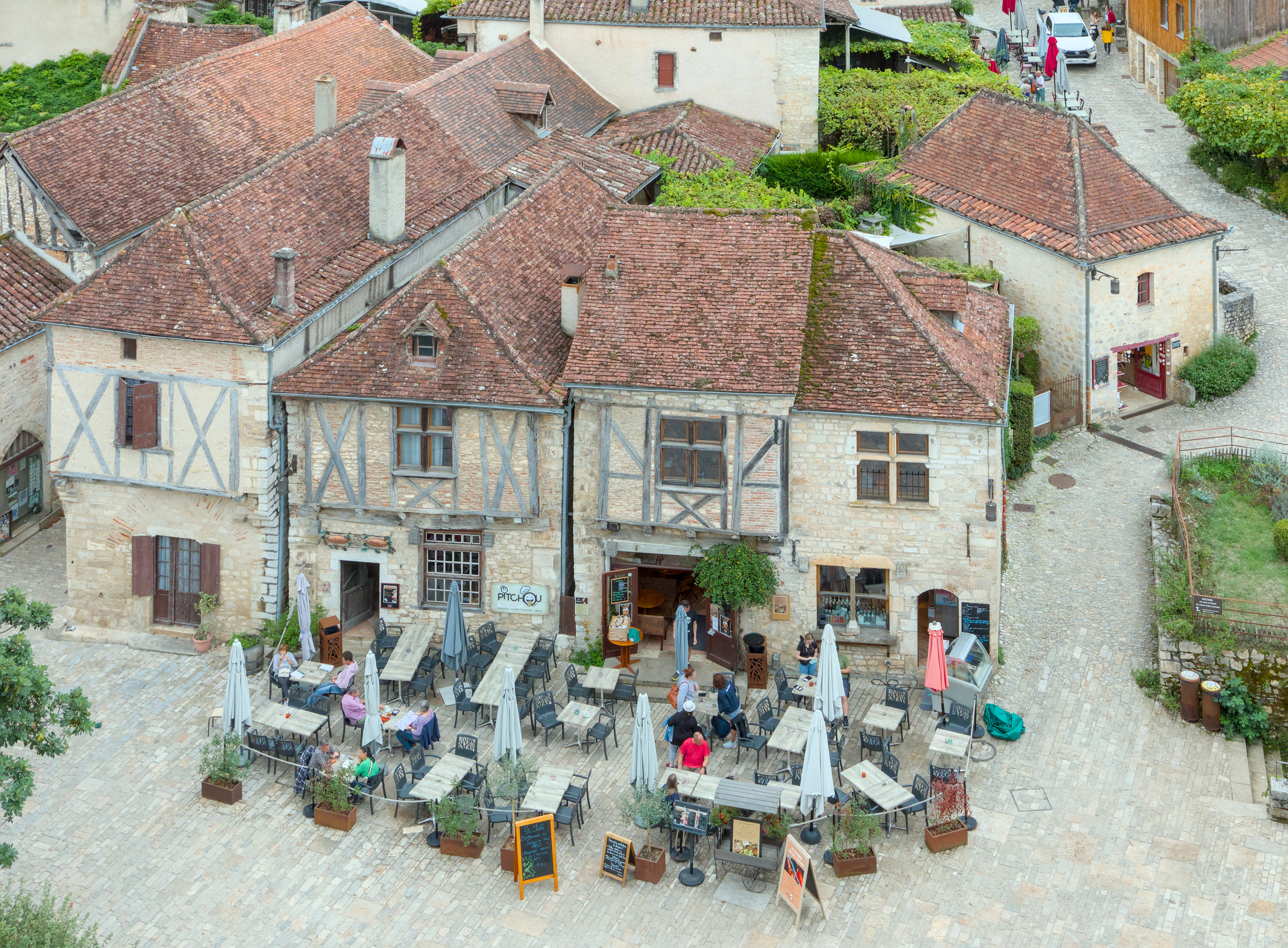
La place du Sombral vue depuis le château.
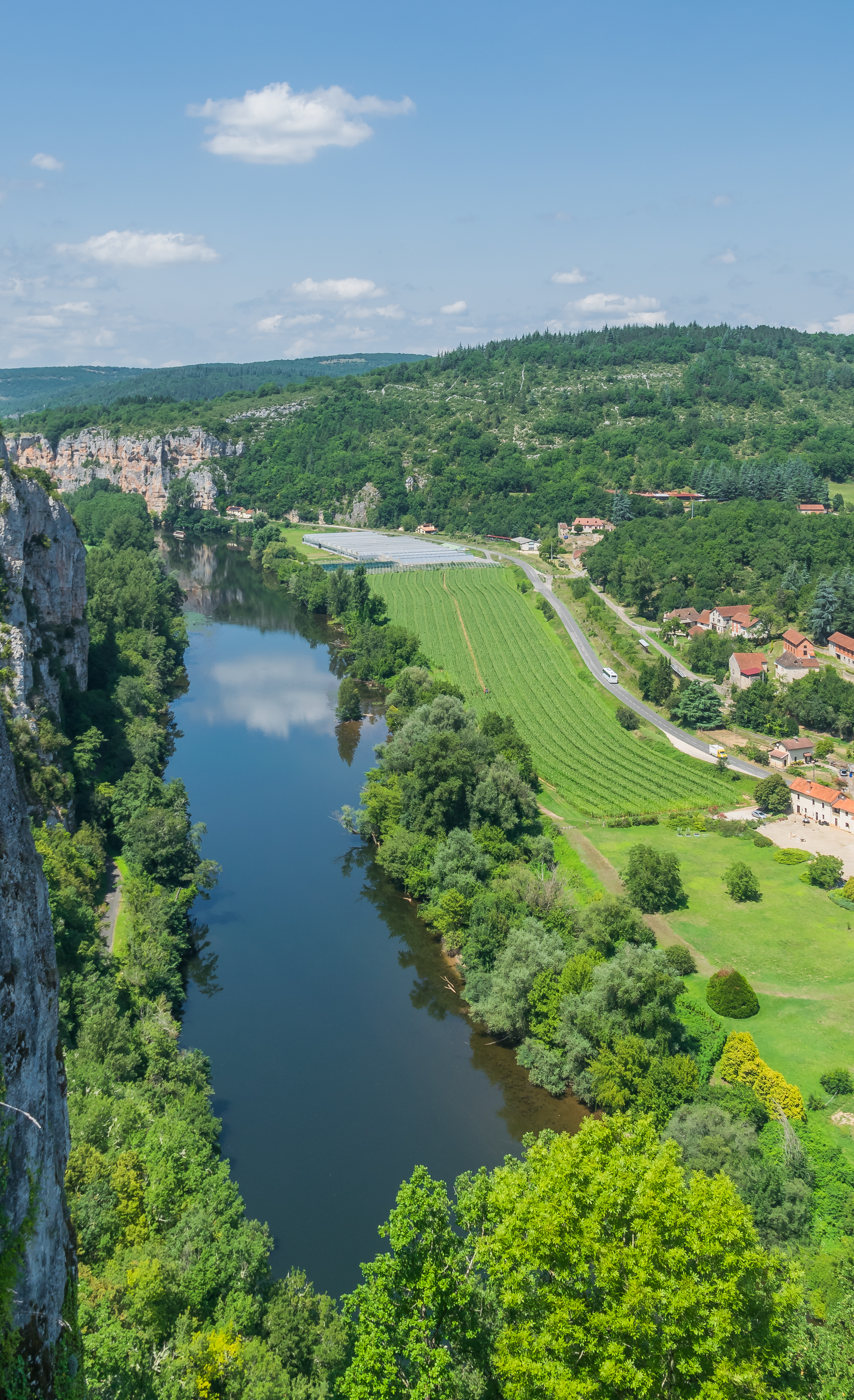
Le Lot en contrebas du village de Saint-Cirq-Lapopie.
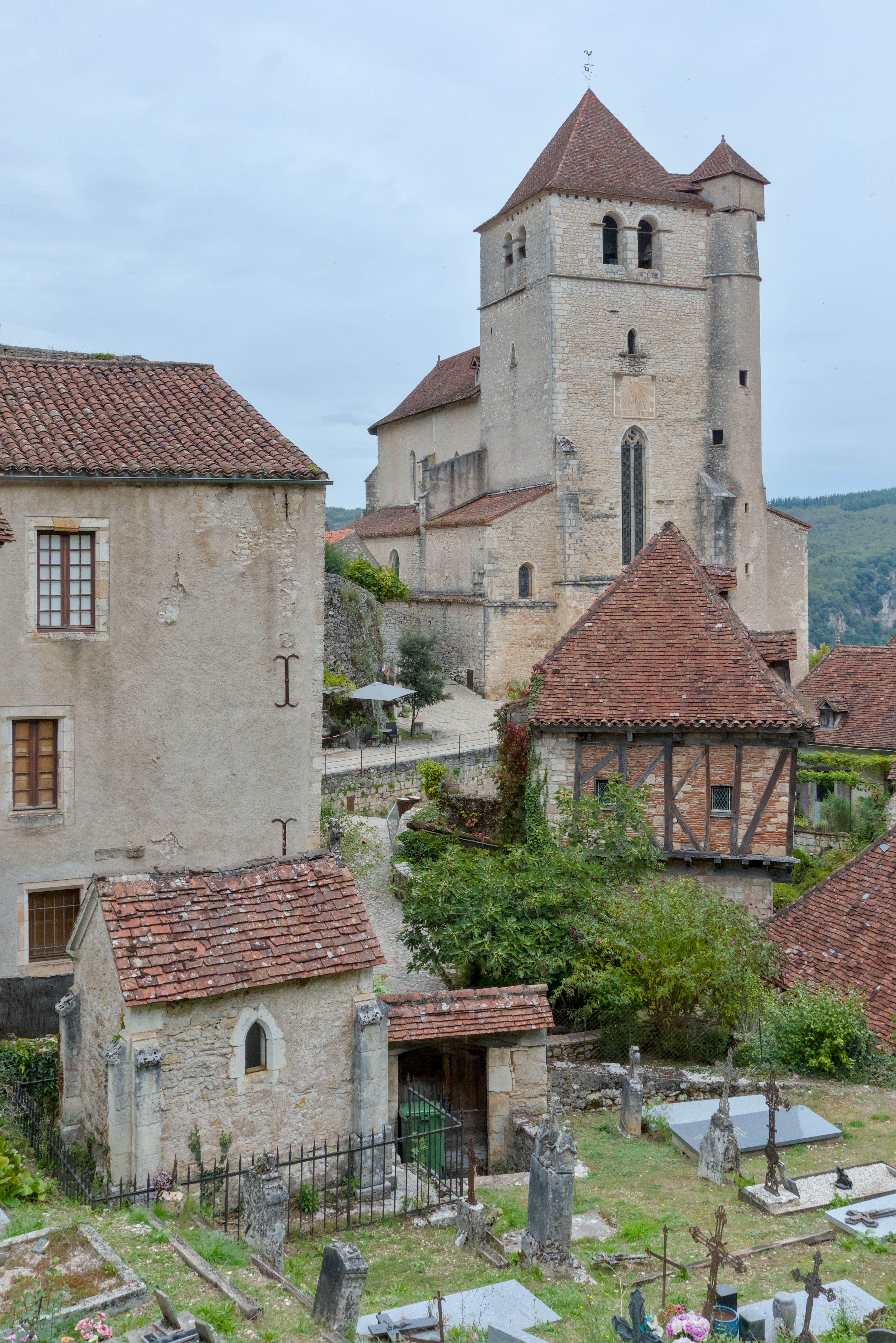
Le cimetière et l'église.
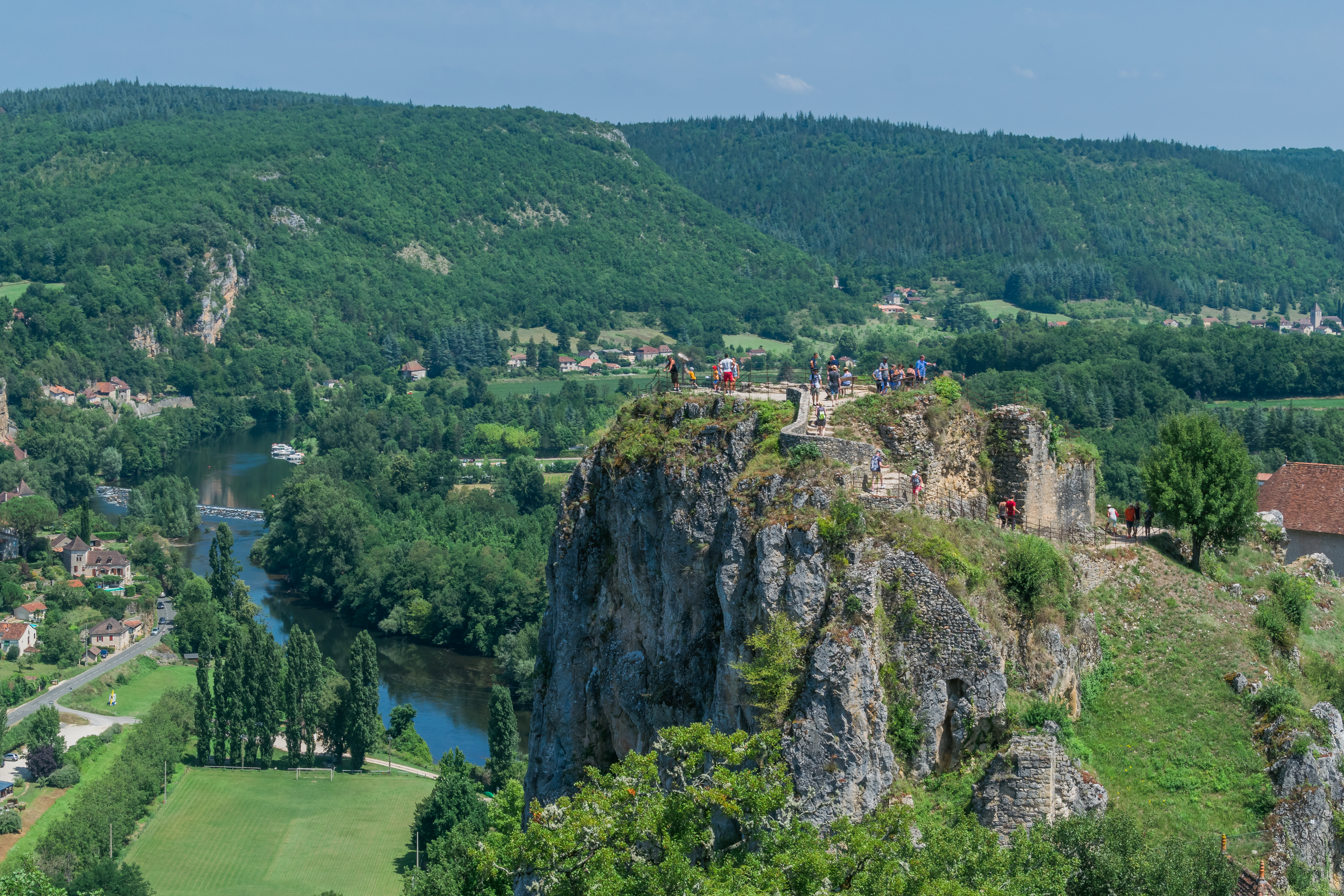
Le rocher de la Popie.
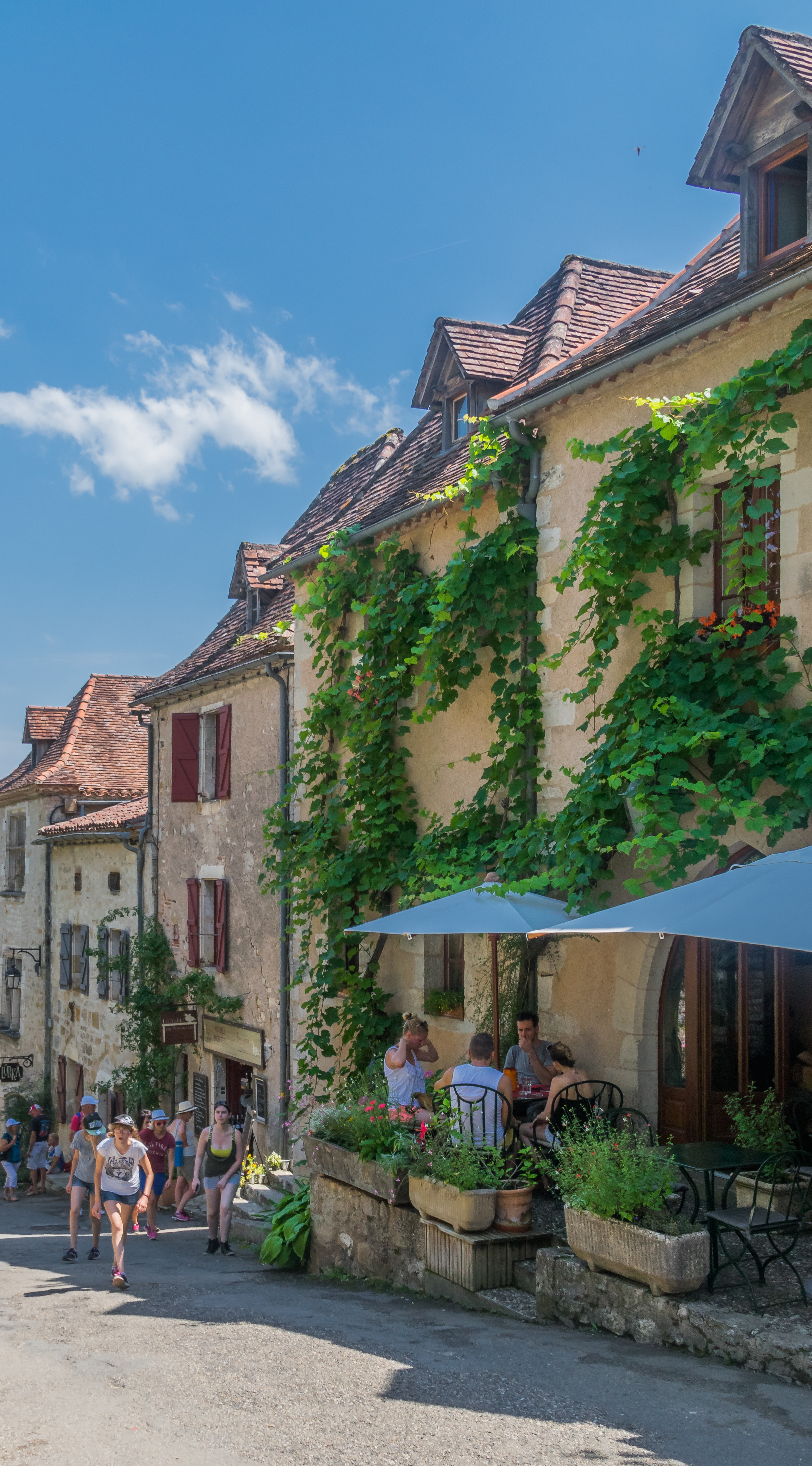
La rue Droite.

## Culture du safran
On cultive le Crocus sativus dans le Quercy depuis le Moyen Âge et son safran est réputé. Un document datant de 1468 atteste la présence d'une safranière à Porte Roques, dans la paroisse de Saint-Cirq-Lapopie.

#### Site de l'Insee
1. ↑  « La grille communale de densité », sur le site de l'Insee, 28 mai 2024 (consulté le 28 juin 2024).
2. 1 2  Insee, « Métadonnées de la commune de Saint-Cirq-Lapopie ».
3. ↑  « Liste des communes composant l'aire d'attraction de Cahors », sur le site de l'Insee (consulté le 28 juin 2024).
4. ↑  Marie-Pierre de Bellefon, Pascal Eusebio, Jocelyn Forest, Olivier Pégaz-Blanc et Raymond Warnod (Insee), « En France, neuf personnes sur dix vivent dans l’aire d’attraction d’une ville », sur le site de l'Insee, 21 octobre 2020 (consulté le 28 juin 2024).
5. ↑  « Statistiques Insee », 2016.
6. ↑  « REV T1 - Ménages fiscaux de l'année 2018 à Saint-Cirq-Lapopie » (consulté le 5 février 2022).
7. ↑  « REV T1 - Ménages fiscaux de l'année 2018 dans le Lot » (consulté le 5 février 2022).
8. 1 2  « Emp T1 - Population de 15 à 64 ans par type d'activité en 2018 à Saint-Cirq-Lapopie » (consulté le 5 février 2022).
9. ↑  « Emp T1 - Population de 15 à 64 ans par type d'activité en 2018 dans le Lot » (consulté le 5 février 2022).
10. ↑  « Emp T1 - Population de 15 à 64 ans par type d'activité en 2018 dans la France entière » (consulté le 5 février 2022).
11. ↑  « Base des aires d'attraction des villes 2020 », sur site de l'Insee (consulté le 10 avril 2021).
12. ↑  « Emp T5 - Emploi et activité en 2018 à Saint-Cirq-Lapopie » (consulté le 5 février 2022).
13. ↑  « ACT T4 - Lieu de travail des actifs de 15 ans ou plus ayant un emploi qui résident dans la commune en 2018 » (consulté le 5 février 2022).
14. ↑  « ACT G2 - Part des moyens de transport utilisés pour se rendre au travail en 2018 » (consulté le 5 février 2022).
15. ↑  « DEN T5 - Nombre d'établissements par secteur d'activité au 31 décembre 2019 à Saint-Cirq-Lapopie » (consulté le 14 février 2022).
16. ↑  « DEN T5 - Nombre d'établissements par secteur d'activité au 31 décembre 2019 dans le Lot » (consulté le 14 février 2022).

#### Autres sources
1. ↑  Carte IGN sous Géoportail
2. 1 2  Daniel Joly, Thierry Brossard, Hervé Cardot, Jean Cavailhes, Mohamed Hilal et Pierre Wavresky, « Les types de climats en France, une construction spatiale », Cybergéo, revue européenne de géographie - European Journal of Geography, no 501,‎ 18 juin 2010 (DOI 10.4000/cybergeo.23155, lire en ligne, consulté le 14 novembre 2023)
3. ↑  « Zonages climatiques en France métropolitaine. », sur pluiesextremes.meteo.fr (consulté le 14 novembre 2023).
4. ↑  « Orthodromie entre Saint-Cirq-Lapopie et Le Montat », sur fr.distance.to (consulté le 14 novembre 2023).
5. ↑  « Station Météo-France « Le Montat » (commune du Le Montat) - fiche climatologique - période 1991-2020 », sur donneespubliques.meteofrance.fr (consulté le 14 novembre 2023).
6. ↑  « Station Météo-France « Le Montat » (commune du Le Montat) - fiche de métadonnées. », sur donneespubliques.meteofrance.fr (consulté le 14 novembre 2023).
7. ↑  « Climadiag Commune : diagnostiquez les enjeux climatiques de votre collectivité. », sur meteofrance.fr, novembre 2022 (consulté le 14 novembre 2023).
8. ↑  « Les espaces protégés. », sur le site de l'INPN (consulté le 10 mai 2022).
9. ↑  « Liste des espaces protégés sur la commune », sur le site de l'inventaire national du patrimoine naturel (consulté le 2 septembre 2021).
10. ↑  « Le parc naturel régional des Causses du Quercy – charte 2012-2024 », sur parc-causses-du-quercy.fr (consulté le 8 mai 2021).
11. ↑  [PDF]« Le parc naturel régional des Causses du Quercy – charte 2012-2024 - le rapport », sur parc-causses-du-quercy.fr (consulté le 8 mai 2021).
12. ↑  « - fiche descriptive », sur le site de l'inventaire national du patrimoine naturel (consulté le 1er septembre 2021).
13. ↑  « le géoparc des Causses du Quercy », sur le site des Géoparks de l'Unesco (consulté le 26 août 2021).
14. ↑  « Géoparc des Causses du Quercy - fiche descriptive », sur le site de l'inventaire national du patrimoine naturel (consulté le 1er septembre 2021).
15. ↑  « Réserve naturelle d'intérêt géologique du département du Lot. », sur reserves-naturelles.org (consulté le 26 août 2021).
16. ↑  « la réserve naturelle nationale d'intérêt géologique du département du Lot - fiche descriptive », sur le site de l'inventaire national du patrimoine naturel (consulté le 2 septembre 2021).
17. ↑  Réseau européen Natura 2000, Ministère de la transition écologique et solidaire
18. ↑  « Liste des zones Natura 2000 de la commune de Saint-Cirq-Lapopie », sur le site de l'Inventaire national du patrimoine naturel (consulté le 2 septembre 2021).
19. ↑  « site Natura 2000 FR7300912 - fiche descriptive », sur le site de l'inventaire national du patrimoine naturel (consulté le 2 septembre 2021).
20. 1 2  « Liste des ZNIEFF de la commune de Saint-Cirq-Lapopie », sur le site de l'Inventaire national du patrimoine naturel (consulté le 2 septembre 2021).
21. ↑  « ZNIEFF le « cirque de Vènes, pech Arnal et Bournac du Garrigou » - fiche descriptive », sur le site de l'inventaire national du patrimoine naturel (consulté le 2 septembre 2021).
22. ↑  « ZNIEFF les « corniches et landes de Place Grande » - fiche descriptive », sur le site de l'inventaire national du patrimoine naturel (consulté le 2 septembre 2021).
23. ↑  « ZNIEFF le « cours moyen du Lot » - fiche descriptive », sur le site de l'inventaire national du patrimoine naturel (consulté le 2 septembre 2021).
24. ↑  « ZNIEFF les « vallées des ruisseaux du Bournac et de Font d´Erbies et combes tributaires » - fiche descriptive », sur le site de l'inventaire national du patrimoine naturel (consulté le 2 septembre 2021).
25. ↑  « ZNIEFF la « Moyenne vallée du Lot » - fiche descriptive », sur le site de l'inventaire national du patrimoine naturel (consulté le 2 septembre 2021).
26. ↑  « CORINE Land Cover (CLC) - Répartition des superficies en 15 postes d'occupation des sols (métropole). », sur le site des données et études statistiques du ministère de la Transition écologique. (consulté le 14 avril 2021).
27. 1 2 3  « Les risques près de chez moi - commune de Saint-Cirq-Lapopie », sur Géorisques (consulté le 17 octobre 2022).
28. ↑  BRGM, « Évaluez simplement et rapidement les risques de votre bien », sur Géorisques (consulté le 13 septembre 2022).
29. ↑  DREAL Occitanie, « CIZI », sur occitanie.developpement-durable.gouv.fr (consulté le 13 septembre 2022).
30. ↑  « Dossier départemental des risques majeurs dans le Lot », sur lot.gouv.fr (consulté le 13 septembre 2022), partie 1 -  chapitre Risque inondation.
31. ↑  « Dossier départemental des risques majeurs dans le Lot », sur lot.gouv.fr (consulté le 13 septembre 2022).
32. ↑  « Dossier départemental des risques majeurs dans le Lot », sur lot.gouv.fr (consulté le 13 septembre 2022), chapitre Mouvements de terrain.
33. 1 2  « Liste des cavités souterraines localisées sur la commune de Saint-Cirq-Lapopie », sur georisques.gouv.fr (consulté le 13 septembre 2022).
34. ↑  « Retrait-gonflement des argiles », sur le site de l'observatoire national des risques naturels (consulté le 13 septembre 2022).
35. ↑  Article R214-112 du code de l’environnement
36. ↑  « barrage de Grandval », sur barrages-cfbr.eu (consulté le 13 septembre 2022).
37. ↑  « barrage de Sarrans », sur barrages-cfbr.eu (consulté le 13 septembre 2022).
38. ↑  « Dossier départemental des risques majeurs dans le Lot », sur lot.gouv.fr (consulté le 13 septembre 2022), chapitre Risque rupture de barrage.
39. ↑  Albert Dauzat et Charles Rostaing, Dictionnaire étymologique des noms de lieu en France, Paris, Librairie Guénégaud, 1979 (ISBN 2-85023-076-6), p. 590b.
40. ↑  Ernest Nègre, Toponymie générale de la France [lire en ligne].
41. ↑  Gaston Bazalgues et Jacqueline Bazalgues, À la découverte des noms de lieux du Quercy et des communes du Lot : Toponymie lotoise, Aubenas, Gourdon : Éditions de la Bouriane et du Quercy, juin 2002, 133 p. (ISBN 2-910540-16-2, BNF 40220401), p. 50.
42. ↑  Jacques-Antoine Delpon, Statistique du département du Lot, t. 1, Cahors, Bachelier, 1831 (réimpr. 1979), 554 p. (ISBN 2-902422-00-8), « Du Château de St.-Circq-Lapopie », p. 473.
43. ↑  Règlement d'Hugues de Cardaillac, datant de 1348, qui prouve explicitement que les canons pouvaient être placés dans les tours, sur les terrasses sommitales. E.Forestié, « Hugues de Cardaillac et la poudre à canon », in Bulletin de la Société archéologique de Tarn-et-Garonne, 1901, pp.203-216).
44. ↑  « La rose impossible d’André Breton », Politis,‎ 28 mai 2019 (lire en ligne, consulté le 16 octobre 2020).
45. ↑  Banque du Blason
46. ↑  « Les maires de Saint-Cirq-Lapopie », sur Site francegenweb, 19 février 2011 (consulté le 15 août 2016), d'après mairie de Saint-Cirq-Lapopie (2 août 2011 et 3 octobre 2012).
47. ↑  L'organisation du recensement, sur insee.fr.
48. ↑  Calendrier départemental des recensements, sur insee.fr.
49. ↑  Des villages de Cassini aux communes d'aujourd'hui sur le site de l'École des hautes études en sciences sociales.
50. ↑  Fiches Insee - Populations de référence de la commune pour les années 2006, 2007, 2008, 2009, 2010, 2011, 2012, 2013, 2014, 2015, 2016, 2017, 2018, 2019, 2020, 2021 et 2022.
51. ↑  « Entreprises à Saint-Cirq-Lapopie », sur entreprises.lefigaro.fr (consulté le 14 février 2022).
52. ↑  « Les régions agricoles (RA), petites régions agricoles(PRA) - Année de référence : 2017 », sur agreste.agriculture.gouv.fr (consulté le 14 février 2022).
53. ↑  Présentation des premiers résultats du recensement agricole 2020, Ministère de l’agriculture et de l’alimentation, 10 décembre 2021
54. 1 2  « Fiche de recensement agricole - Exploitations ayant leur siège dans la commune de Saint-Cirq-Lapopie - Données générales », sur recensement-agricole.agriculture.gouv.fr (consulté le 14 février 2022).
55. ↑  « Fiche de recensement agricole - Exploitations ayant leur siège dans le département du Lot » (consulté le 14 février 2022).
56. 1 2  « Eglise », sur pop.culture.gouv.fr (consulté le 10 juin 2021).
57. ↑  Valérie Rousset, « Architecture civile médiévale à Saint-Cirq-Lapopie », p. 457-466, dans Congrès archéologique de France. 147e session. Quercy. 1989, Société française d'archéologie, Paris, 1993.
58. ↑  Résidence internationale des Maisons Daura
59. ↑  www.quercy.net André Breton et le Quercy.
60. ↑  Le village préféré des français
61. ↑  ladepeche.fr
62. ↑  Saint-Cirq-Lapopie, le plus beau village de France ?